# Імператорські військово-морські сили Німеччини
Імператорські військово-морські сили (нім. Kaiserliche Marine) — військово-морські сили Німеччини, створені після об'єднання німецьких держав у складі Німецької імперії на основі військово-морських сил (з 1867 Північнонімецький федеральний флот) Королівства Пруссія. Вони існували з 1871 по 1919. Особливо вони збільшилися в період правління Вільгельма II, при статс-секретарі морського міністерства Альфреді фон Тірпіці, разом із впровадженням теорій панування на морі американського стратега Альфреда Теєра Мегена. Результатом чого стали Англо-Німецькі перегони морських озброєнь, під час яких німецький флот став однією з найбільших морських сил у світі, поступаючись лише Королівському флоту.
Німецький надводний флот виявився неефективним під час Першої світової війни; його єдине велике зіткнення, Ютландська битва, мало результатом нічию, але надводний флот здебільшого залишався в портах до кінця війни. Підводний флот був значно розширений і загрожував британській системі постачання під час підводної кампанії. У рамках перемир'я головні кораблі Імперського флоту було наказано передати союзникам, але натомість вони були затоплені їхніми власними екіпажами.
Основні сили кайзерівських ВМС називалися Флотом відкритого моря (нім. Hochseeflotte). Кораблі імператорських ВМС позначалися як SMS нім. Seiner Majestät Schiff (корабель Його величності). Наступником кайзерівських ВМС був Державний флот (нім. Reichsmarine) Веймарської республіки.

## Досягнення

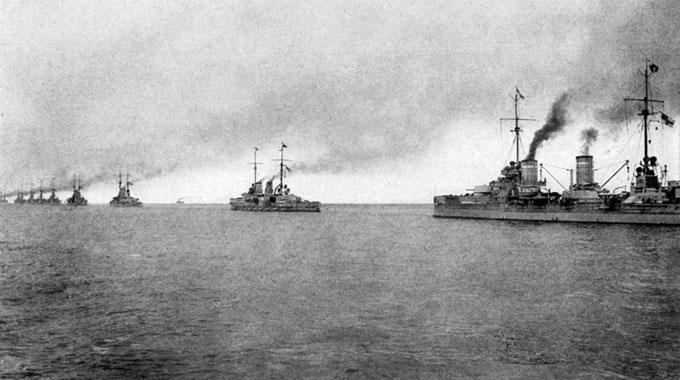
Дредноути Флоту відкритого моря

Імператорський флот досяг кількох важливих операційних успіхів. У битві при Коронелі він завдав першої серйозної поразки Британському Королівському флоту за понад сто років. Проте, німецька ескадра кораблів згодом була розгромлена в битві біля Фолклендських островів, де лише один корабель уникнув знищення. Флот також вийшов із бойового зіткнення в битві при Ютландії, знищивши більше кораблів, ніж втративши, хоча стратегічне значення обох цих зіткнень було мінімальним.
Імперський флот був першим, хто успішно використовував підводні човни у великих масштабах у військовий час — до кінця Першої світової війни було введено в експлуатацію 375 підводних човнів. Також використовував цепеліни.
Хоча він ніколи не міг зрівнятися з кількістю кораблів Королівського флоту, він мав технологічні переваги, такі як кращі снаряди та паливо протягом більшої частини Великої війни. Зокрема, він ніколи не втрачав корабель через катастрофічний вибух артилерійських погребів від атаки вище ватерлінії, хоча старий пре-дредноут SMS Pommern швидко затонув біля Ютландії після вибуху погребу, спричиненого підводною атакою.

## 1871—1888, Кайзер Вільгельм I

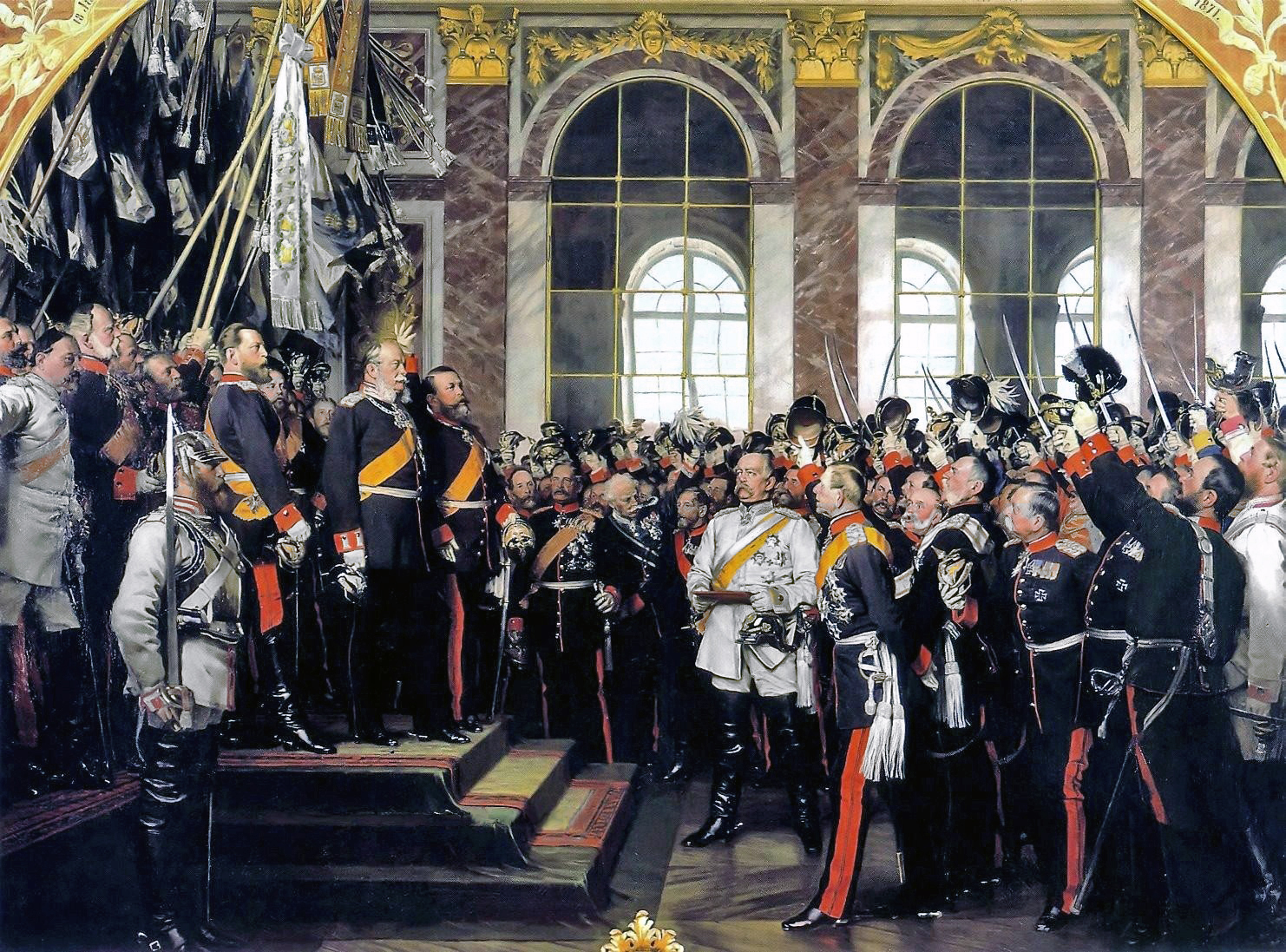
Проголошення Вільгельма I Імператором Німеччини у Версалі, Франція в 1871.

Об'єднання Німеччини під керівництвом Пруссії стало визначальним моментом для створення Імперського флоту в 1871 році. Новостворений імператор, Вільгельма I, як Король Пруссії, раніше був главою найсильнішої держави, що входила до складу нової імперії. Військово-морський флот залишився таким самим, як і в організації-попередниці імперії під час об'єднання Німеччини, Північнонімецькій конфедерації, яка сама в 1867 році успадкувала флот Королівства Пруссії. Стаття 53 нової конституції Імперії визнавала існування ВМС як незалежної організації, але до 1888 року ним керували армійські офіцери і спочатку прийняли ті самі правила, що й прусська армія. Верховне командування належало імператору, але його першим призначеним начальником був генерал від інфантерії Альбрехт фон Стош. Кіль на Балтійському морі та Вільгельмсгафен на Північному морі слугували головними військово-морськими базами флоту. Колишнє військово-морське міністерство стало Імперським адміралтейством 1 лютого 1872 року, тоді як Стош офіційно став адміралом у 1875 році. Спочатку головним завданням нового імперського флоту був захист узбережжя, а Франція та Росія розглядалися як найімовірніші майбутні вороги Німеччини. Тоді завдання Імперського флоту полягали в тому, щоб запобігти висадці будь-якої сили вторгнення та захистити прибережні міста від можливого бомбардування.
У березні 1872 року в Кілі було створено Німецьку імперську військово-морську академію для підготовки офіцерів, у травні було створено «Інженерний корпус», а в лютому 1873 року «Медичний корпус». У липні 1879 року був створений окремий «Торпедний інженерний корпус», який мав справу з торпедами та мінами.
У травні 1872 року була започаткована десятирічна програма будівництва для модернізації флоту. Для цього знадобилося вісім броньованих фрегатів, шість броньованих корветів, двадцять легких корветів, сім моніторів, дві плавучі батареї, шість авізо, вісімнадцять канонерських човнів і двадцять вісім торпедних катерів, орієнтовною вартістю 220 мільйонів золотих марок. План будівництва мав бути затверджений Рейхстагом, який контролював розподіл коштів, хоча одна чверть грошей була отримана від французьких військових репарацій.
У 1883 році Стоша змінив інший генерал, граф Лео фон Капріві. На той момент флот мав сім броньованих фрегатів і чотири броньованих корвети, 400 офіцерів і 5000 рядового складу. Цілі берегової оборони залишилися переважно незмінними, але був новий акцент на розробці торпед, що давало можливість відносно невеликим кораблям успішно атакувати набагато більші кораблі. У жовтні 1887 року перший дивізіон торпедоносців був створений у Вільгельмсгафені, а другий дивізіон торпедоносців базувався в Кілі. 1887 року Капріві запросив будівництво десяти броньованих фрегатів.

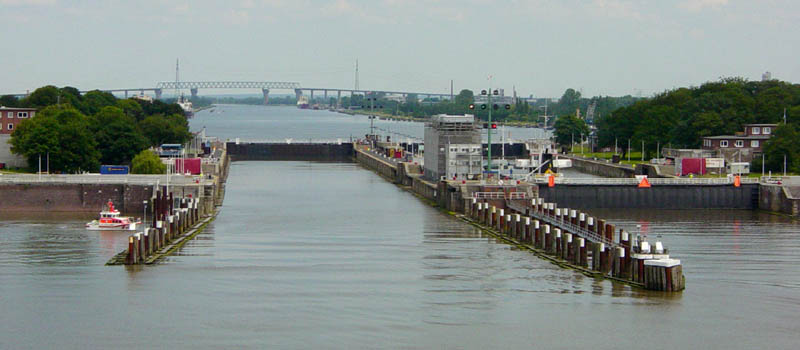
Шлюз Кільського каналу в Брунсбюттелі

Більше значення в цей час надавалося розвитку армії, яка, як очікувалося, була важливішою у будь-якій війні. Однак у червні 1887 року було розпочато будівництво Кільського каналу, який з'єднав Північне море з Балтійським через півострів Ютландія, дозволяючи німецьким кораблям подорожувати між двома морями, уникаючи вод, контрольованих іншими країнами. Це скоротило шлях для комерційних кораблів, але спеціально об'єднало два райони, які головним чином хвилювали німецький флот, ціною 150 мільйонів марок.

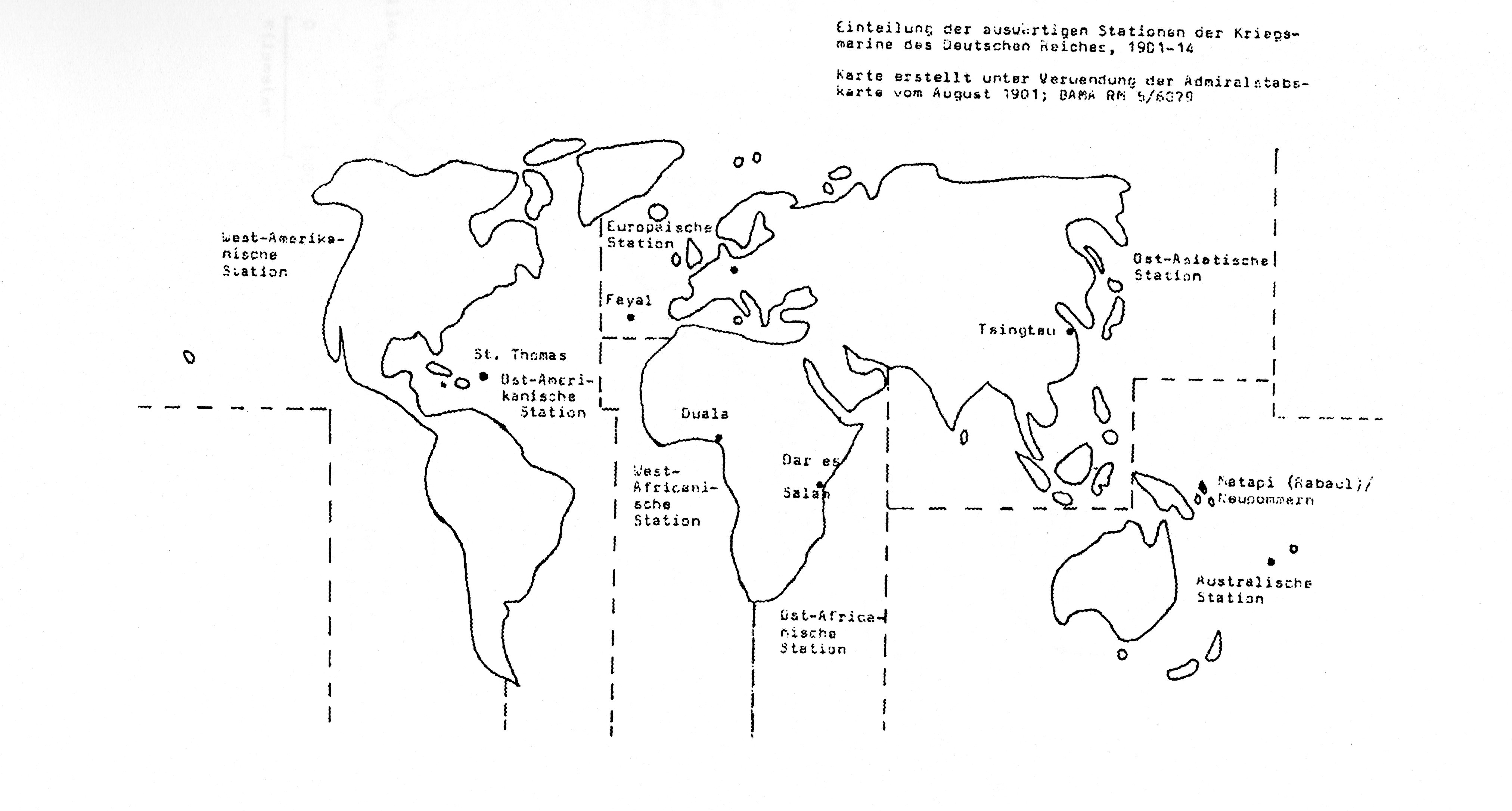
Карта заморських станцій німецького імперського флоту, 1901—1914

Згодом важливе значення набув захист німецьких морських торгових шляхів. Незабаром це передбачало створення деяких закордонних станцій постачання, так званих Auswärtige Stationen (іноземних станцій), а в 1880-х роках Імператорський флот відіграв певну роль у забезпеченні створення німецьких колоній і протекторатів в Африці, Азії та Океанії.

## 1888—1897 за Кайзера Вільгельма II

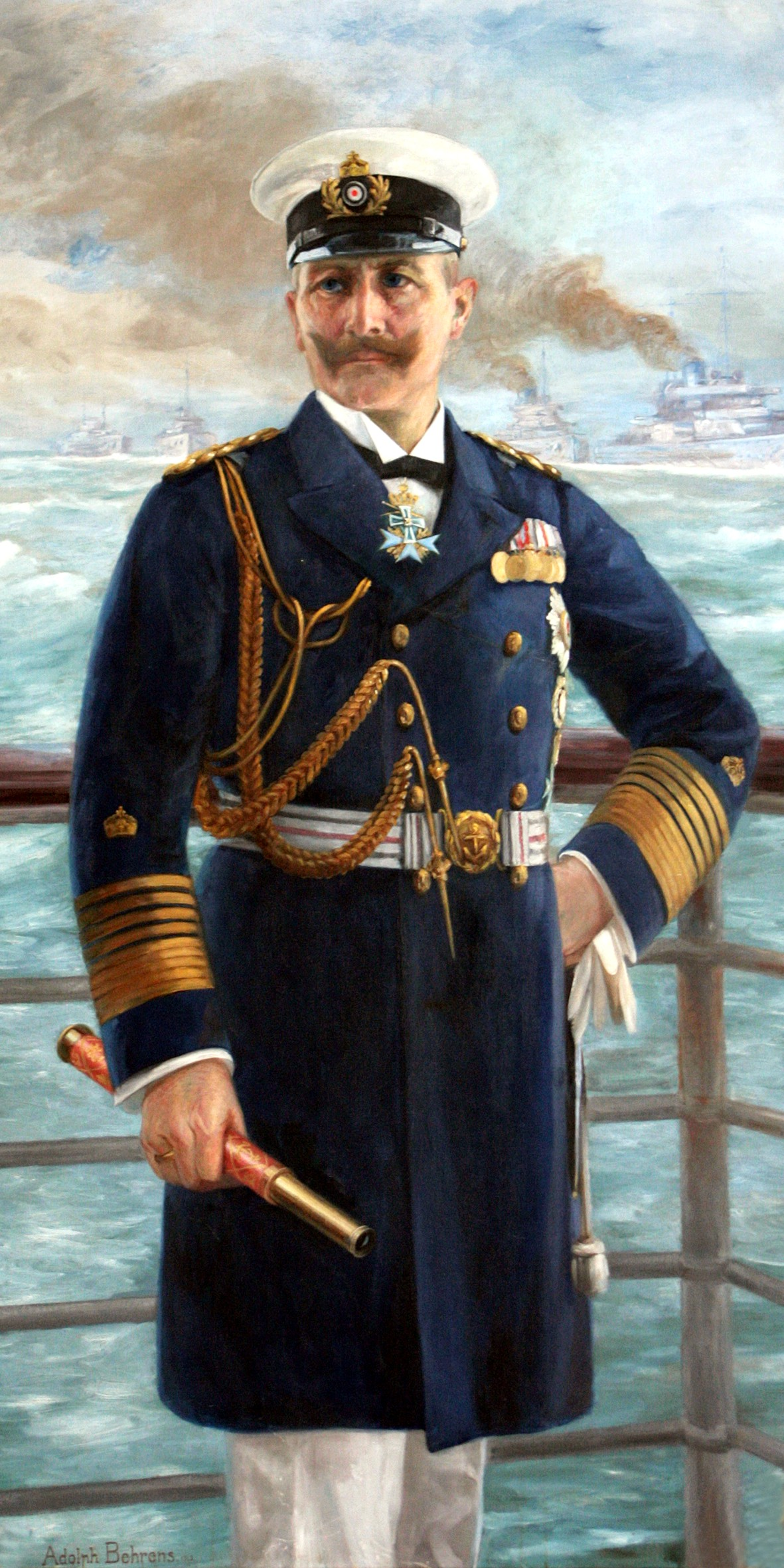
Вільгельм II в 1913

У червні 1888 року Вільгельм II став імператором після смерті свого батька Фрідріха III, який правив лише 99 днів. Він почав своє правління з наміром зробити для флоту те, що його дід Вільгельм I зробив для армії. Створення морської імперії, щоб конкурувати з Британською та Французькою імперіями, стало прагненням позначити Німеччину як справді глобальну велику державу. Вільгельм став гранд-адміралом німецького флоту, але також отримав почесні титули з усієї Європи, ставши адміралом британського, російського, шведського, данського, норвезького, австро-угорського та грецького флотів. Одного разу він одягнув форму британського адмірала, щоб прийняти британського посла. У цей час Імператорський флот мав 534 офіцери та 15 480 осіб.
Концепція розширення військово-морської потужності, неминуче ціною нерозширення інших сил, мала супротивниками трьох послідовних керівників німецьких збройних сил, Вальдерзее, Шліффена та Мольтке між 1888 і 1914 роками. Вона мала би більше супротивників, якби наміри кайзера були широко відомі. Натомість він узявся за план повільного розширення військово-морського флоту, виправдовуючи розширення крок за кроком.
У липні 1888 року Вільгельм II призначив віце-адмірала Олександра фон Монтса головою адміралтейства. Монтс керував розробкою лінкорів типу «Бранденбург», чотири з яких були побудовані до 1894 року вартістю 16 мільйонів марок кожен і водотоннажністю 10 000 тонн.
У 1889 році Вільгельм II реорганізував вищий рівень управління флотом, створивши Кабінет військово-морських сил (Marine-Kabinett), еквівалентний Німецькому імперському військовому кабінету, який раніше функціонував у тій самій якості як для армії, так і для флоту. Голова військово-морського кабінету відповідав за просування по службі, призначення, управління та видачу наказів військово-морським силам. Капітан Густав фон Зенден-Бібран був призначений його першим керівником і залишався ним до 1906 року, коли його змінив довголітній адмірал Георг Олександр фон Мюллер. Існуюче Імператорське адміралтейство було скасовано, а його обов'язки розподілено між двома організаціями. Було створено нову посаду начальника імперського військово-морського командування, відповідального за розгортання кораблів, стратегію та тактику, еквівалент верховного головнокомандувача армією. Віце-адмірал Макс фон дер Гольц був призначений у 1889 році і залишався на цій посаді до 1895 року. Будівництво та обслуговування кораблів, а також постачання належали до сфери відповідальності Державного секретаря Імперського військово-морського відомства (Reichsmarineamt), відповідального перед канцлером і консультуючи Рейхстаг з питань військово-морської справи. Першим призначеним був контр-адмірал Карл Едуард Хойснер, а потім контр-адмірал Фрідріх фон Холлманн з 1890 по 1897 рік. Кожен із цих трьох керівників департаменту окремо звітував Вільгельму II.

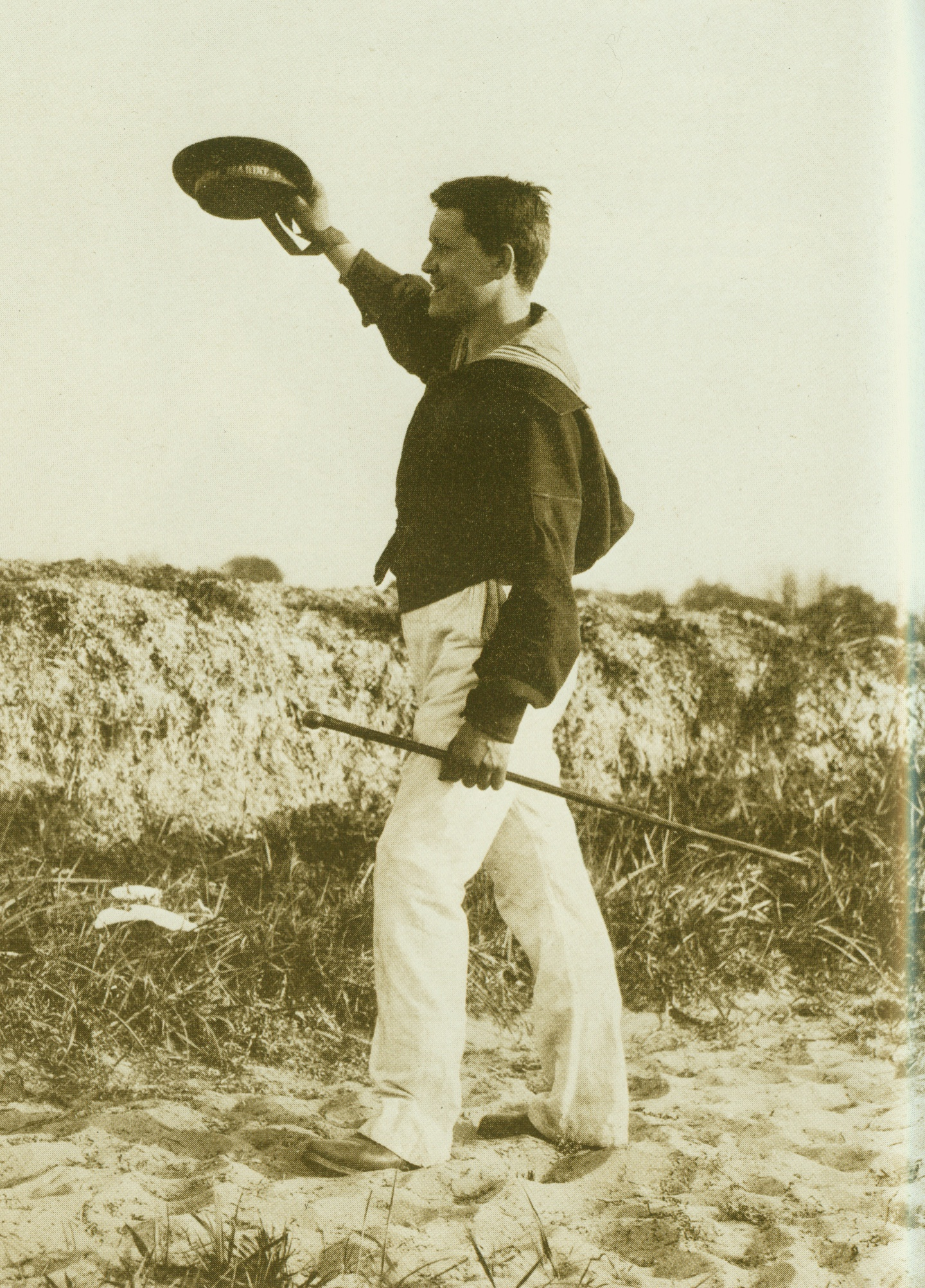
Німецький моряк бл. 1890 року

У 1895 році було погоджено фінансування п'яти лінійних кораблів класу «Кайзер Фрідріх III», будівництво яких було закінчено до 1902 року. Кораблі були інноваційними для свого часу, впроваджуючи складну систему водонепроникних відсіків і зберігання вугілля вздовж бортів корабля для поглинання вибухів. Однак кораблі пішли всупереч тенденції до все більших головних гармат, маючи гармати меншого діаметру, ніж проєкт Бранденбургу, але з конструкцією швидкого заряджання та потужнішим вторинним озброєнням. Витрати зросли до 21 мільйона марок кожен, як і розмір до 11 500 тонн.
У 1892 році Німеччина спустила на воду захищений крейсер SMS Kaiserin Augusta, перший корабель військового флоту з трьома гвинтами. Її змінили п'ять захищених крейсерів типу «Вікторія-Луїза», останніх «захищених», на відміну від «панцерних» крейсерів, побудованих Німеччиною. Кораблі, побудовані між 1898 і 1900 роками, мали палубну броню, але не бортову, і призначалися для виконання закордонних завдань. Нестача фінансування означала, що неможливо було створити декілька проєктів крейсерів, які спеціалізувалися на далеких походах або броньованіших для дій у формаціях флоту. Було розпочато роботу над проєктом панцерного крейсера SMS Fürst Bismarck, розпочатого в 1896 році та введеного до експлуатації в 1900 році.

## 1897—1906 Тірпіц і Військово-морські закони

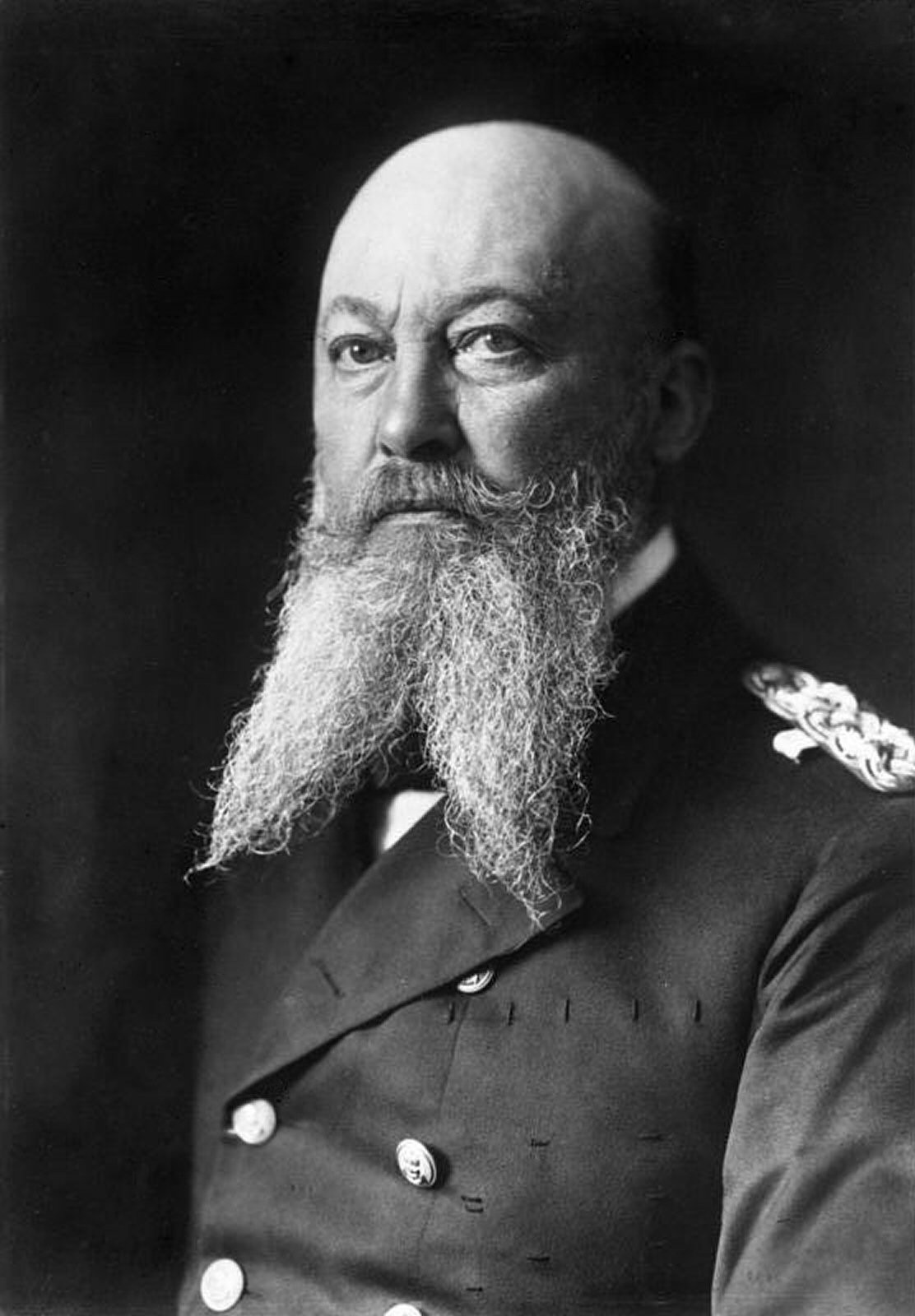
Альфред фон Тірпіц

18 червня 1897 року контр-адмірал Альфред фон Тірпіц був призначений державним секретарем військово-морського флоту, де він залишався дев'ятнадцять років. Тірпіц виступав за розширений флот, необхідний Німеччині для захисту своїх територій за кордоном. Він досяг великого успіху, переконавши парламент прийняти кілька законопроєктів про флот, які дозволяли розширення флоту. Зовнішня політика Німеччини, яку підтримував Отто фон Бісмарк, полягала в тому, щоб відвернути інтереси великих держав за кордоном, у той час як Німеччина зміцнювала свою інтеграцію та військову силу. Тепер Німеччина мала конкурувати з рештою. Тірпіц почав з рекламної кампанії, спрямованої на популяризацію військово-морського флоту. Він створив популярні журнали про флот, організував переклад «Вплив морської могутності на історію» Альфреда Теєра Мегена, в якому доводилося про важливість військово-морських сил, німецькою мовою та публікацію в газетах, влаштовував мітинги на підтримку та запрошував політиків і промисловців на військово-морські оглядини. Для лобіювання політиків і розголосу були сформовані різні групи тиску. Одна з таких організацій, військово-морська ліга або Flottenverein, була організована керівниками сталеливарної промисловості (Альфред Крупп), корабелень і банків, набравши понад мільйон членів. Політичним партіям пропонувалися поступки, такі як податки на імпортне зерно, в обмін на підтримку військово-морських законопроєктів.
10 квітня 1898 року Рейхстаг ухвалив перший законопроєкт про військово-морський флот. Він дозволив утримувати флот із 19 лінійних кораблів, 8 панцерних крейсерів, 12 великих крейсерів і 30 легких крейсерів, які мали бути побудовані до 1 квітня 1904 року. Існуючі кораблі були враховані в загальній кількості, але законопроєкт передбачав заміну кораблів кожні 25 років на безстроковій основі. На управління флотом щорічно виділялося п'ять мільйонів марок, а загальний бюджет на кораблебудування становив 408 мільйонів марок. Це довело б німецький флот до такої сили, що він міг би кинути виклик Франції чи Росії, але залишався б явно поступаючись найбільшому флоту світу, Королівському флоту.
Після Боксерського повстання в Китаї та Англо-бурської війни 14 червня 1900 року було прийнято другий законопроєкт про флот. Це приблизно подвоїло виділену кількість кораблів до 38 лінійних кораблів, 20 панцерних крейсерів, 38 легких крейсерів. Важливо, що законопроєкт не встановлював ліміту загальної вартості будівельної програми. Витрати на військово-морський флот були надто великими, щоб покрити їх за рахунок податків: Рейхстаг мав обмежені повноваження розширювати оподаткування без вступу в переговори зі складовими німецькими землями, і це вважалося політично нежиттєздатним. Натомість законопроєкт було профінансовано за рахунок великих позик. Тірпіц у 1899 році вже вивчав можливості збільшення загальної кількості лінкорів до 45, а до 1909 року ця кількість зросла до 48.

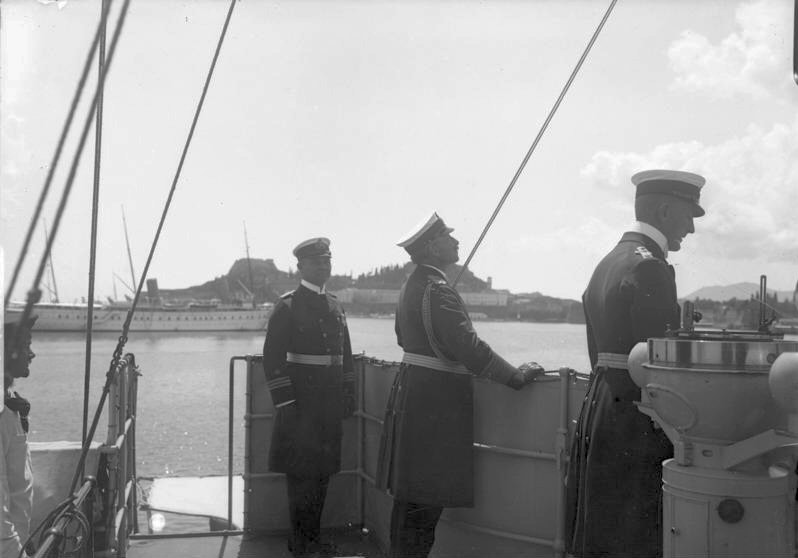
Кайзер Вільгельм II на борту легкого крейсера SMS Geier у 1894 році

Кінцевою метою Тірпіца був флот, здатний конкурувати з Королівським флотом. Оскільки британська громадська думка була налаштована проти Німеччини, адмірал сер Джон Фішер двічі — у 1904 та 1908 роках — запропонував використати нинішню морську перевагу Великої Британії над «Копенгагеном» німецького флоту, тобто завдати превентивних ударів по військово-морським базам Кіль та Вільгельмсгафен. як Королівський флот зробив проти флоту Данії в 1801 і 1807 роках". Тірпіц стверджував, що якщо флот зможе досягти двох третин кількості капітальних кораблів, якими володіє Британія, то він матиме шанс перемогти в конфлікті. Британії доводилося підтримувати флот в усьому світі і враховувати інші морські сили, тоді як німецький флот міг бути зосереджений у водах Німеччини. Були зроблені спроби применшити гадану загрозу для Британії, але як тільки німецький флот досяг позиції, що зрівнявся з іншими флотами другого рангу, стало неможливо уникнути згадки про єдиний великий флот, якому він мав намір кинути виклик. Тірпіц сподівався, що інші держави другого рангу можуть об'єднатися з Німеччиною, залученими її флотом. Політика початку того, що було схоже на перегони морських озброєнь, не враховувала належним чином те, як Британія може відповісти. Британська політика, викладена в Законі про морську оборону 1889 року, полягала в тому, щоб підтримувати флот, переважаючий двох найбільших суперників Британії разом узятих. Британське адміралтейство підрахувало, що до 1906 року німецький флот стане другим за величиною у світі.
Було проведено серйозні реформи Королівського флоту, зокрема Фішером, який був першим морським лордом з 1904 по 1909 рік. 154 старі кораблі, у тому числі 17 лінійних кораблів, були списані на металобрухт, щоб звільнити місце для нових суден. Реформи в навчанні та стрільбі були запроваджені, щоб усунути очевидні недоліки, на які Тірпіц частково розраховував, щоб забезпечити своїм кораблям запас переваги. Більше великих кораблів було розміщено в британських рідних водах. Угода з Японією в 1902 році означала, що кораблі можуть бути виведені зі Східної Азії, тоді як Сердечна Антанта з Францією в 1904 році означала, що Британія могла зосередитися на охороні вод Ла-Маншу, включаючи французьке узбережжя, тоді як Франція захищала б британські інтереси в Середземному морі. До 1906 року вважалося, що єдиним ймовірним морським ворогом Великої Британії була Німеччина.

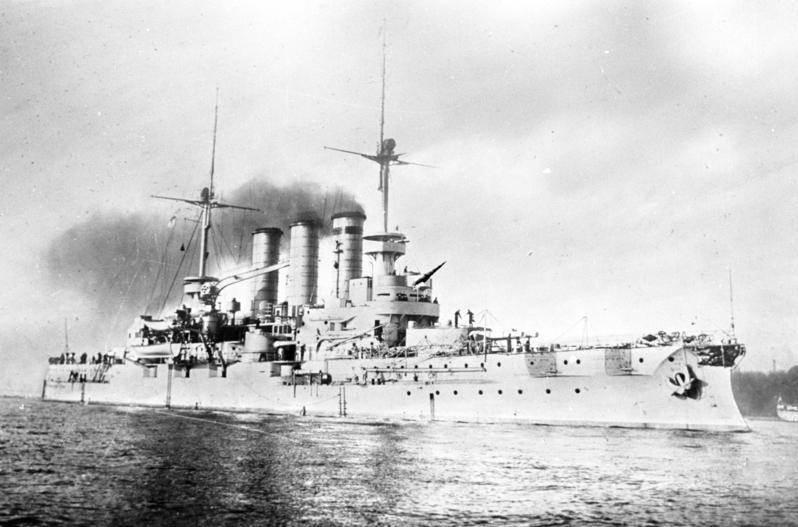
Лінкор типу «Брауншвейг»

П'ять лінійних кораблів типу «Віттельсбах» були побудовані з 1899 по 1904 роки вартістю 22 мільйони марок за корабель. П'ять кораблів типу «Брауншвейг» були побудовані між 1901 і 1906 роками за трохи більше 24 мільйонів марок кожен. Технологічні вдосконалення означали, що швидкострільні гармати можна було зробити більшими, тому клас Брауншвейг мав основне озброєння 28 см (11 дюймів). Завдяки покращенню дальності та точності торпед, наголос був зроблений на додатковому озброєнні менших гармат для захисту від них. П'ять лінійних кораблів класу «Дойчланд», побудованих між 1903 і 1908 роками, мали подібне озброєння, як і клас Брауншвейг, але важчу броню, за трохи більшу суму в 24,5 мільйона марок кожен.
Продовжувався також розвиток броненосних крейсерів. Конструкція Фюрста Бісмарка була вдосконалена в наступному «Принц Генріх», завершеному в 1902 році. Два кораблі класу «Принц Адальберт» були введені в експлуатацію в 1904 році, а потім два подібних бронепалубних крейсера типу «Рун», введені в експлуатацію в 1905 і 1906 роках, вартістю близько 17 мільйонів марок кожен. З 1904 по 1908 рік пішли SMS Scharnhorst і SMS Gneisenau, які коштували приблизно 20,3 мільйона марок. Основним озброєнням було вісім 21-см (8,3 дюймів) гармат, але з шістьма 15-см (5,9 дюймами) і вісімнадцятьма 8,8-см (3,5 дюймами) гарматами для менших цілей. Вісім легких крейсерів типу «Бремен» були побудовані між 1902 і 1907 роками, розробленими на основі попереднього класу «Газель». Кораблі мали десять гармат калібру 10,5 сантиметрів (4,1 дюйма) і були названі на честь німецьких міст. SMS Lübeck був першим німецьким крейсером, оснащеним турбінними двигунами, які також були випробувані на торпедному катері S-125. Турбіни були швидшими, тихішими, легшими, надійнішими та економнішими на високих швидкостях. Перший британський експериментальний проєкт (есмінець HMS Velox) був побудований у 1901 році, і в результаті Тірпіц створив спеціальну комісію для розробки турбін. До 1903 року не було надійної німецької конструкції, тому були придбані британські турбіни Parsons.

### Реорганізація командування
У 1899 році Верховне командування ВМС Імперії було замінено Штабом Імперського адміралтейства Німеччини (Admiralstab), відповідальним за планування, підготовку офіцерів і морську розвідку. Під час війни він мав брати на себе загальне командування, але в мирний час діяв лише, як дорадчий. Безпосереднє управління різними елементами флоту підпорядковувалося офіцерам, які командували цими елементами, підзвітними кайзеру.
Реорганізація влаштовувала кайзера, який хотів зберегти прямий контроль над своїми кораблями. Недолік полягав у тому, що він розділяв інтегровану структуру військового командування, яка раніше врівноважувала важливість військово-морського флоту в загальних питаннях оборони. Це влаштовувало Альфреда фон Тірпіца, оскільки позбавляло впливу штаб адміралтейства на морське планування, але залишало йому можливість під час війни реорганізувати командування навколо себе. Вільгельм II, однак, ніколи не погоджувався відмовитися від прямого контролю над своїм флотом.

## 1906—1908, Дредноут й інновації: ПершаНовелла

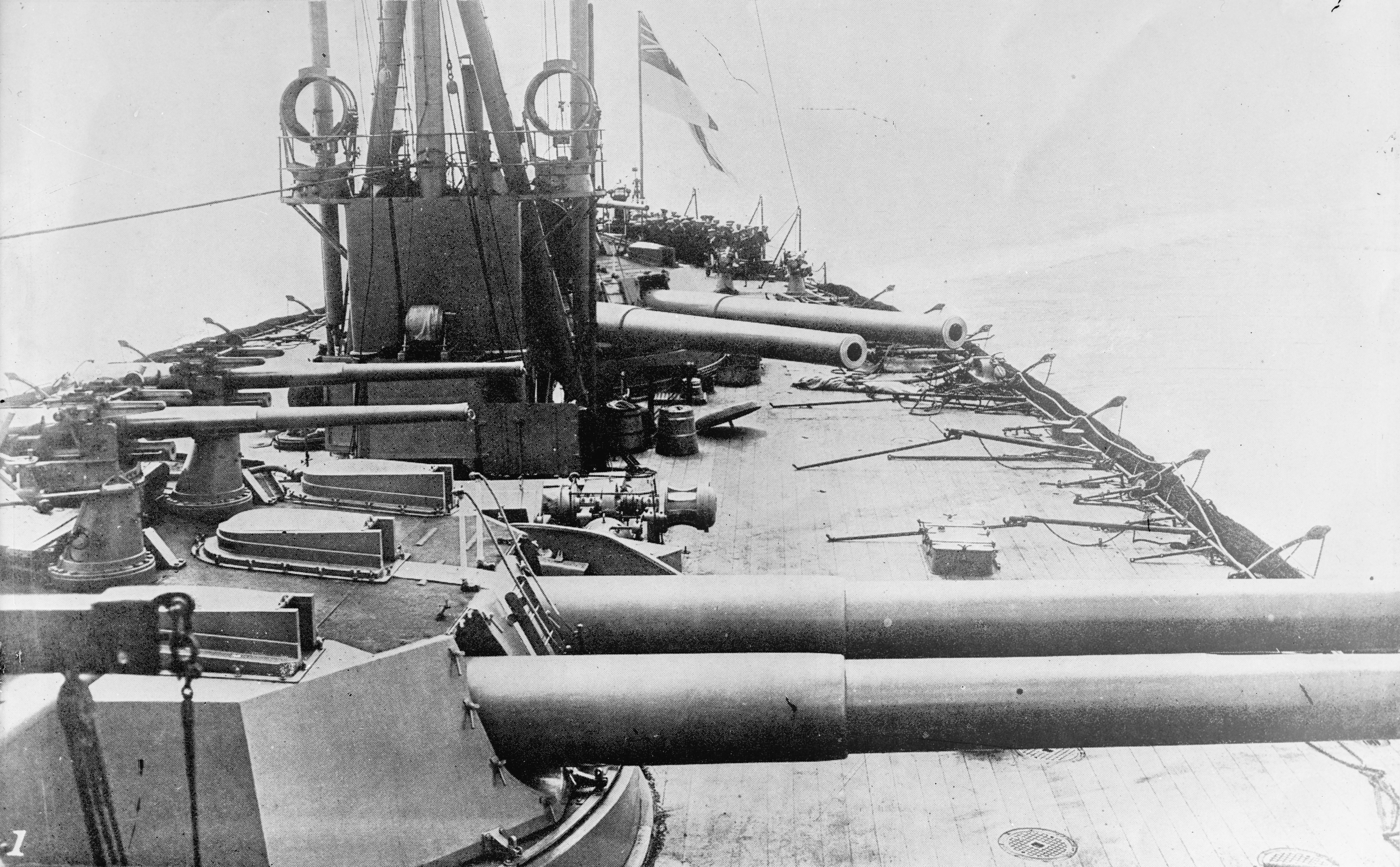
Уніфіковане основне озброєння HMS Дредноут

3 грудня 1906 року Королівський флот отримав новий лінійний корабель HMS Дредноут. Він став відомим як перший з нової концепції в дизайні лінкора, використовуючи всі великі гармати, єдиний розмір калібру озброєння. Він використовував турбінний рушій для більшої швидкості та меншого простору, необхідного для механізмів, і гармати, розташовані так, що втричі більше можна було використовувати під час стрільби вперед, і вдвічі більше, для стрільби бортовим залпом. Цей проєкт не був суто британською концепцією, оскільки подібні кораблі будували в усьому світі, і він також не був призначений як протидія німецькій військово-морській експансії, але результат полягав у тому, що Німеччина була негайно змушена переглянути свою програму військово-морського будівництва. Конструкція лінійного корабля була доповнена введенням варіанту з легшим бронюванням та більшою швидкістю, який став лінійним крейсером.
Революція в дизайні разом із вдосконаленням персоналу та навчання поставили під серйозний сумнів німецьке припущення про те, що флот розміром у дві третини розміру Королівського флоту матиме принаймні шанс у бою. 1906 року Німеччина вже витрачала 60 % доходів на армію. Або потрібно було знайти величезну суму для подальшого розвитку військово-морського флоту, або потрібно було відмовитися від розширення флоту. Рішення про продовження було прийнято Тірпіцем у вересні 1905 року та погоджено канцлером Бернгардом фон Бюловом і кайзером, тоді як Дредноут ще перебував на стадії планування. Більші кораблі, природно, були б дорожчими, але також вимагали б розширення гаваней, шлюзів і Кільського каналу, що було б надзвичайно дорогим. Орієнтовна вартість нових дредноутів становила 36,5 мільйонів марок для кораблів водотоннажністю 19 000 тонн (більше, ніж Дредноут в 17 900 тонн), і 27,5 мільйонів марок для лінійних крейсерів. На днопоглиблення каналу виділено 60 мільйонів марок. Рейхстаг був переконаний погодитися з програмою і прийняв Новеллу (додатковий закон), вносячи поправки до законопроєктів про флот і виділяючи 940 мільйонів марок на програму дредноутів і необхідну інфраструктуру. Щороку мали будувати два дредноути й один лінійний крейсер.

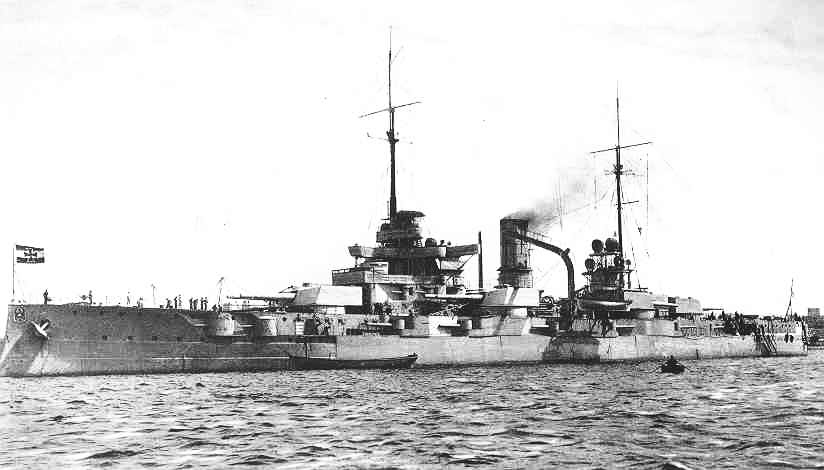
Лінкор класу «Нассау»: крильові (бічні) башти не могли стріляти поперек палуби (поперек корабля).

Будівництво чотирьох лінійних кораблів типу «Нассау» почалося в 1907 році під максимальною секретністю. Головним німецьким корабельним конструктором був Ганс Бюркнер. Було введено принцип, згідно з яким товщина бортової броні на кораблі дорівнює калібру великих гармат, у той час як кораблі дедалі більше розділялися всередині на водонепроникні відсіки, щоб зробити їх стійкішими до затоплення у разі пошкодження. Конструкція ускладнювалася необхідністю використовувати поршневі двигуни замість менших турбін, оскільки не було достатньо потужної конструкції, прийнятної для німецького флоту. Башти не можна було розташовувати над центром корабля, натомість їх потрібно було розташувати збоку, тобто дві з шести башт завжди перебували б не з того боку корабля під час стрільби в борт. Основне озброєння становило дванадцять 28-см гармат. Усі кораблі були закінчені до 1910 року понад бюджет, у середньому 37,4 мільйона марок кожен. У 1910 році їх перевезли з Кіля до Вільгельмсгафена, де було завершено будівництво двох нових великих доків і будувалося більше.
Перший німецький лінійний крейсер — SMS Von der Tann — був спущений на воду в березні 1908 року. Було використано чотири турбіни Парсонса, що підвищило швидкість до 27 вузлів і зменшило вагу. Чотири здвоєні башти з 28 см гарматами; хоча дві центральні башти все ще були розташовані з обох боків корабля, вони були зміщені, тому тепер можна було вести вогонь з будь-якого боку. Проєкт вважався успішним, але вартість у 35,5 мільйонів марок була значно вищою за асигнування 1906 року. Розробка легких крейсерів продовжилася легкими крейсерами типу «Дрезден», які прославилися своїми діями на початку Першої світової війни на Тихому океані. Кораблі мали масу 3300 тонн, озброєні десятьма 10,5-сантиметровими швидкострільними гарматами та розвивали швидкість близько 24 вузлів. SMS Dresden коштував 7,5 мільйонів марок, а SMS Emden 6 мільйонів марок. Чотири крейсери типу «Кольберг» були збудовані між 1907 і 1911 роками, водотоннажністю 4400 тонн і ціною близько 8 мільйонів марок кожен. Вони мали турбіни, дванадцять 10,5-сантиметрових гармат як основне озброєння, але також були обладнані для перенесення та встановлення 100 мін. З 1907 року всі торпедні катери будували з турбінними двигунами.
Попри їхню виняткову важливість, німецький флот відмовився взятися за справу іншого експерименту, підводного човна, до 1904 року. Перший підводний човен, U-1, був представлений у грудні 1906 року, побудований на заводі Круппа Germaniawerft в Кілі. Перший підводний човен мав водотоннажність 238 тонн на поверхні і 283 тонни під водою. Гасовий двигун розвивав на поверхні 10 вузлів із дальністю плавання 1500 морських миль (2800 км; 1700 миль). Під водою корабель міг пройти 50 морських миль зі швидкістю 5 вузлів, використовуючи акумуляторну електричну тягу. Кораблі слідували конструкції Максима Лаубефа, яка вперше успішно використана в 1897 році, маючи подвійний корпус і флотаційні баки навколо зовнішньої частини основних відділень екіпажу. Підводний човен мав лише один торпедний апарат спереду і всього три торпеди. Перші двигуни були шумними та димними, тому значний приріст корисності підводного човна прийшов із впровадженням у 1910 році тихіших та чистіших дизельних двигунів, які було набагато важче виявити ворогу.

## 1908—1912, ДругаНовелла
Німецькі витрати на кораблі постійно зростали. 1907 року на флот було витрачено 290 мільйонів марок, що зросло до 347 мільйонів марок або 24 відсотків національного бюджету в 1908 році з прогнозованим дефіцитом бюджету в 500 мільйонів марок. До початку Першої світової війни до державного боргу Німеччини було додано один мільярд марок через морські витрати. Хоча кожен німецький корабель був дорожчим за попередній, британцям вдалося знизити вартість наступних поколінь лінійних кораблів «Беллерофон» (3 кораблі) і «Сент-Вінсент» (3). Наступні британські лінійні крейсери були дорожчими, але менше, ніж їхні німецькі еквіваленти. Загалом німецькі кораблі були приблизно на 30 % дорожчими за британські. Все це сприяло зростанню опозиції в Рейхстазі щодо будь-якої подальшої експансії, особливо коли було ясно, що Велика Британія має намір відповідати будь-якій німецькій програмі експансії або перевершити її. У самому флоті з 1908 року почали надходити скарги на недофінансування та нестачу екіпажів для нових кораблів. Державний секретар казначейства Герман фон Штенгель подав у відставку, оскільки не бачив способу вирішити проблему дефіциту бюджету.
Вибори 1907 року повернули Рейхстагу більш сприятливий для військових подвигів після відмови попереднього парламенту надати кошти для придушення повстань у колоніях у німецькій Південно-Західній Африці. Попри труднощі, Тірпіц переконав Рейхстаг прийняти нову Новеллу в березні 1908 року. Це скоротило термін служби кораблів з 25 років до 20 років, що дозволило пришвидшити модернізацію, і збільшило швидкість будівництва до чотирьох капітальних кораблів на рік. Метою Тірпіца був флот із 16 лінійних кораблів і 5 лінійних крейсерів до 1914 року та 38 лінійних кораблів і 20 лінійних крейсерів до 1920 року. Також мало бути 38 легких крейсерів і 144 торпедних катера. У законопроєкті містилося обмеження, згідно з яким у 1912 році будівництво скоротиться до двох кораблів на рік, але Тірпіц був упевнений, що змінить це пізніше. Він передбачав, що німецька промисловість, яка зараз активно займається суднобудуванням, підтримає кампанію за підтримку вищих темпів будівництва.
Чотири лінкори класу «Гельголанд» були закладені в 1909—1910 роках водотоннажністю 22 800 тонн, дванадцятьма 30,5 см (12,0 дюймів) гарматами в 6 баштах, поршневими двигунами, що розвивали максимальну швидкість 21 вузол, і ціною 46 мільйонів марок. Знову ж таки, конфігурація башт була продиктована необхідністю використовувати центр корабля для механізмів, попри недолік компонування башти. Тепер кораблі були оснащені торпедами калібру 50 см (20 дюймів).

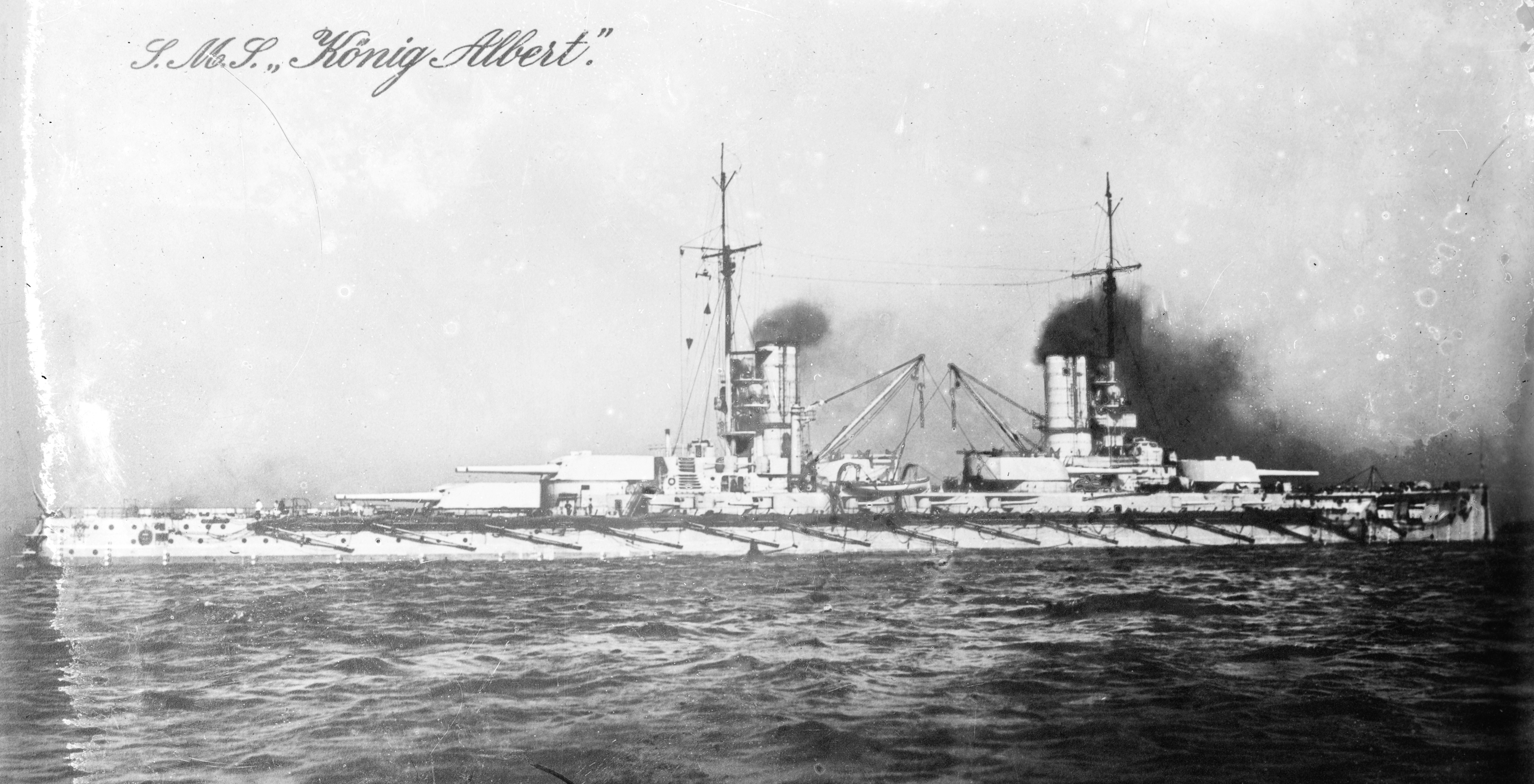
Лінкор класу «Кайзер»: представлені хвостові башти великої потужності, тандемні башти на крилах (бічні башти зміщені, щоб можна було вести вогонь через палубу) і турбінний рушій.

Лінійні кораблі типу «Кайзер», побудовані між 1909 і 1913 роками, зробили зміни в конструкцію, оскільки турбінні двигуни були остаточно затверджені. Кораблі мали десять 30,5-сантиметрових гармат, втративши дві центральні бічні башти, але отримавши додаткову башту за кормою на центральній лінії. Як і у випадку з проєктом Фон дер Танна, який був розроблений у той самий час, з усіх гармат можна було вести вогонь з будь-якої сторони в борт, тобто можна було використовувати більше гармат, ніж у проєкті Helgoland, попри те, що їх було менше. Було побудовано п'ять кораблів, а не чотири, один з яких був флагманом флоту. Один корабель, SMS Prinzregent Luitpold, був оснащений лише двома турбінами, а не трьома, з наміром мати додатковий дизельний двигун для крейсерської подорожі, але двигун Howaldt не вдалося розробити вчасно. В результаті Luitpold мав максимальну швидкість 20 вузлів у порівнянні з 22 вузлами для інших кораблів. Кораблі були більші за попередній клас на 24 700 тонн, але дешевші на 45 мільйонів марок. Вони були частиною третьої ескадри Флоту відкритого моря, яка була створена для Першої світової війни.
Між 1908 і 1912 роками було побудовано два лінійних крейсера типу «Мольтке», до яких додали додаткову башту на центральній лінії корми, підняту над кормовою баштою, але все ще використовували 28-см гармати. SMS Moltke увійшов до складу Флоту відкритого моря, але SMS Goeben став частиною середземноморської ескадри та провів Першу світову війну в складі османського флоту. Кораблі коштували 42,6 і 41,6 млн марок, максимальна швидкість — 28 вузлів. Seydlitz був побудований як трохи збільшена версія проєкту Moltke, що досягає максимальної швидкості 29 вузлів. Усі крейсери з 1908 року оснащувалися турбінними двигунами. Між 1910 і 1912 роками було побудовано чотири легкі крейсери типу «Магдебург» водотоннажністю 4600 тонн, приблизно по 7,4 мільйона марок кожен. Кораблі були оснащені масляними пальниками, щоб підвищити ефективність їх основного палива вугіллям. За ними пішли схожі, але трохи збільшені та дещо швидші легкі крейсери типу «Карлсруе» та «Грауденц».
У 1907 році в Зондербурзі (на північ від Кіля) була заснована морська артилерійська школа. Це було спрямовано на усунення труднощів, пов'язаних із новим поколінням гармат, які, маючи потенційно більшу дальність, вимагали прицільних пристроїв, здатних спрямовувати їх на цілі на цих екстремальних відстанях. До 1914 року проводилися експерименти зі збільшенням розмірів зброї до 51 см (20 дюймів). Основні кораблі були оснащені спостережними рубками високо на щоглах з обладнанням для вимірювання дальності, тоді як конструкція корабля була змінена, щоб розмістити башти на центральній лінії корабля для підвищення точності.
Чотири лінійні кораблі типу «Кеніг» були розпочаті між жовтнем 1911 і травнем 1912 року і надійшли на озброєння в 1914 році за ціною 45 мільйонів марок, утворюючи іншу частину Третьої ескадри Флоту відкритого моря. Вони мали 28 500 тонн, з максимальною швидкістю 21 вузол завдяки трьом триступеневим турбінам Брауна-Бовері-Парсонса. Основним озброєнням були п'ять подвійних турелей зі здвоєними 30,5 см гарматами, розташованими по дві турелі в носовій і кормовій частині і одна в центрі корабля. Друга башта з обох кінців була піднята вище, ніж зовнішня, щоб вона могла вести вогонь зверху (надпостріл). Як і у випадку з Prinzregent Luitpold, спочатку передбачалося, що кораблі будуть мати один дизельний двигун для крейсерської подорожі, але його так і не було розроблено, а замість нього були встановлені турбіни. Кораблі були оснащені торпедними сітками, протягнутими вздовж корпусу, призначеними для зупинки торпед, але вони зменшили максимальну швидкість до непрактичних 8 вузлів і пізніше були видалені.
У 1910 році почалося будівництво першого підводного човна з двома дизельними двигунами. U-19 був вдвічі більшим за перший німецький підводний човен, мав вп'ятеро більшу дальність плавання в 7600 морських миль (14100 км; 8700 миль) зі швидкістю 8 вузлів або максимум 15 вузлів. Тепер було два носових і два кормових торпедних апарати з шістьма торпедами. Кораблі були розроблені для роботи на глибині 50 метрів (160 футів), хоча могли опускатися до 80 метрів (260 футів).

## 1912—1914, ТретяНовелла

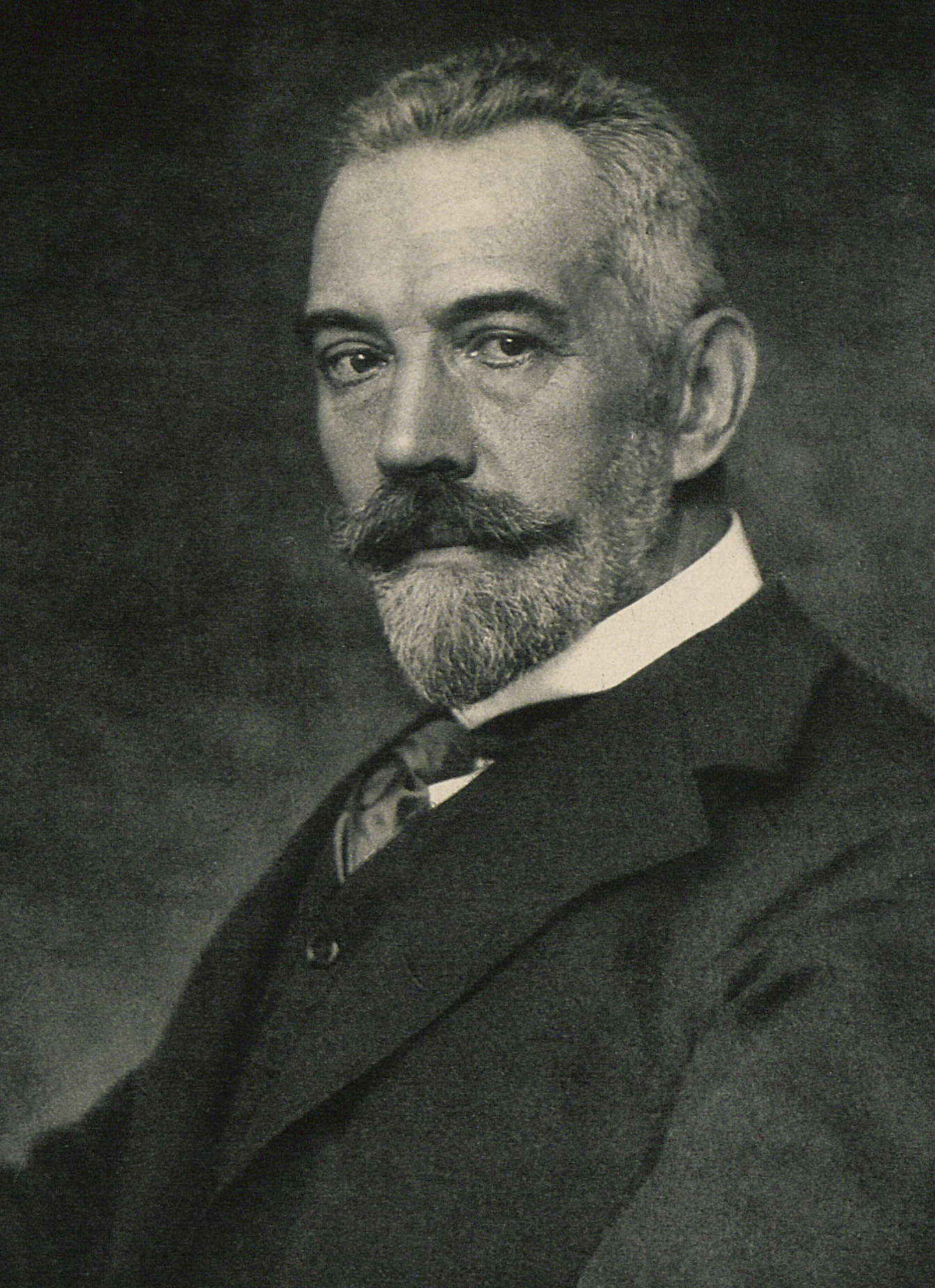
Канцлер Бетман Холльвег виступав за гарантовану частку військових витрат на армію.

Витрати на флот невблаганно зростали з кожним роком. 1909 року канцлер Бернхард фон Бюлов і міністр фінансів Райнхольд фон Сюдов спробували прийняти новий бюджет, який підвищив податки, щоб зменшити дефіцит. Соціал-демократичні партії відмовилися прийняти підвищення податків на товари, а консерватори виступили проти підвищення податків на спадщину. Бюлов і Сюдов пішли у відставку через поразку, а Теобальд фон Бетманн Голльвег став канцлером. Його спроба вирішити проблему полягала в тому, щоб ініціювати переговори з Великою Британією про узгоджене уповільнення військово-морського будівництва. Переговори закінчилися нічим, коли в 1911 році Агадірська криза призвела до конфлікту між Францією та Німеччиною. Німеччина намагалася «переконати» Францію поступитися територією в Середньому Конго в обмін на розв'язку Франції в Марокко. Це викликало занепокоєння Британії з приводу експансіоністських цілей Німеччини та спонукало Британію налагодити тісніші відносини з Францією, включаючи морську співпрацю. Тірпіц знову побачив у цьому можливість наполягати на розширенні військово-морського флоту та продовженні темпів будівництва чотирьох капітальних кораблів на рік у 1912 році. Вибори в січні 1912 року принесли Рейхстаг, де соціал-демократи, які виступали проти військової експансії, стали найбільшою партією.
Німецька армія, пам'ятаючи про неухильне зростання частки витрат на флот, вимагала збільшення на 136 000 чоловік, щоб наблизити свою чисельність до французької. У лютому 1912 року британський військовий міністр, віконт Холдейн, прибув до Берліна, щоб обговорити можливі обмеження військово-морської експансії. Тим часом у Великій Британії перший лорд адміралтейства Вінстон Черчилль виступив із промовою, в якій назвав німецький флот «розкішшю», що в Німеччині вважалося образою. Переговори закінчилися звинуваченнями, хто що пропонував. Бетман Голльвег виступав за гарантовану частку витрат на армію, але зазнав невдачі, коли армійські офіцери відмовилися підтримати його публічно. Тірпіц виступав за шість нових капітальних кораблів і отримав три разом із 15 000 додаткових моряків у новому загальному військовому бюджеті, прийнятому в квітні 1912 року. Нові кораблі разом із існуючим резервним флагманом і чотирма резервними лінійними кораблями мали стати однією новою ескадрою для Флот відкритого моря. У всьому флоті було б п'ять ескадр з восьми лінійних кораблів, дванадцяти великих крейсерів і тридцяти малих, а також додаткові крейсери для виконання закордонних завдань. Тірпіц передбачав, що з поточною програмою замін існуюча ескадра берегової оборони старих кораблів стане шостою ескадрою флоту, тоді як до восьми існуючих лінійних крейсерів приєднаються ще вісім як заміна великим крейсерам, які на той час перебували у закордонних ескадрах. План передбачав основний флот із 100 000 осіб, 49 лінійних кораблів і 28 лінійних крейсерів до 1920 року. Кайзер прокоментував британців: «… ми притисли їх до стіни».
Попри те, що Тірпіцу вдалося отримати більше кораблів, частка військових витрат на флот знизилася в 1912 році і згодом з 35 % в 1911 році до 33 % в 1912 році і 25 % в 1913 році. Це відображало зміну ставлення військових планувальників до того, що сухопутна війна в Європі ставала дедалі ймовірнішою, і спричинило відмову від плану Тірпіца щодо всесвітньої експансії за допомогою флоту. 1912 року генерал фон Мольтке сказав: «Я вважаю війну неминучою, і чим швидше, тим краще». Молодший брат кайзера, адмірал принц Генріх Прусський, вважав, що вартість флоту тепер занадто велика. У Великій Британії Черчилль оголосив про намір побудувати два капітальні кораблі на кожен, побудований Німеччиною, і реорганізував флот, щоб перевести лінкори із Середземного моря до вод Ла-Маншу. Була запроваджена політика підвищення по службі британських військово-морських офіцерів за заслугами та здібностями, а не за вислугою років, що призвело до швидкого просування по службі для Джелліко та Бітті, обидва зіграли важливу роль у майбутній Першій світовій війні. До 1913 року французи та британці мали плани для спільних морських дій проти Німеччини, а Франція перевела свій атлантичний флот із Бреста до Тулона, замінивши британські кораблі.
Британія також посилила гонку озброєнь, розширивши можливості своїх нових лінкорів. П'ять кораблів типу «Квін Елізабет» 1912 року водотоннажністю 32 000 тонн мали б 15-дюймових (380-мм) гармат і були б повністю на масляному паливі, забезпечуючи швидкість 25 вузлів. У 1912–1913 роках Німеччина зосередилася на лінійних крейсерах із трьома кораблями типу «Дерфлінгер» водотоннажністю 27 000 тонн і максимальною швидкістю 26–27 вузлів, вартістю 56–59 мільйонів марок кожен. Вони мали чотири вежі з двома 30,5-сантиметровими гарматами, розташованими по дві башти з обох кінців, причому внутрішня башта стріляла над зовнішньою. SMS Derfflinger був першим німецьким кораблем, оснащеним зенітними гарматами.
У 1913 році Німеччина відповіла на британський виклик, заклавши два лінійні кораблі типу «Баєрн». Вони надійшли на озброєння лише після битви при Ютландії, тому не брали участі в жодних великих морських діях війни. Вони мали водотоннажність 28 600 тонн, екіпаж 1100 осіб і швидкість 22 вузли, вартістю 50 мільйонів марок. Гармати були розташовані за тією ж схемою, що й на попередніх лінійних крейсерах, але тепер їх діаметр був збільшений до 38 см (15 дюймів). Кораблі мали чотири 8,8-сантиметрові зенітні установки, а також шістнадцять 15-сантиметрових легших гармат, але працювали на вугіллі. Вважалося, що вугільні бункери на бортах корабля додали захист від проникаючих снарядів, але Німеччина також не мала надійного постачання мазуту. Ще два кораблі цього класу були пізніше закладені, але так і не були завершені.

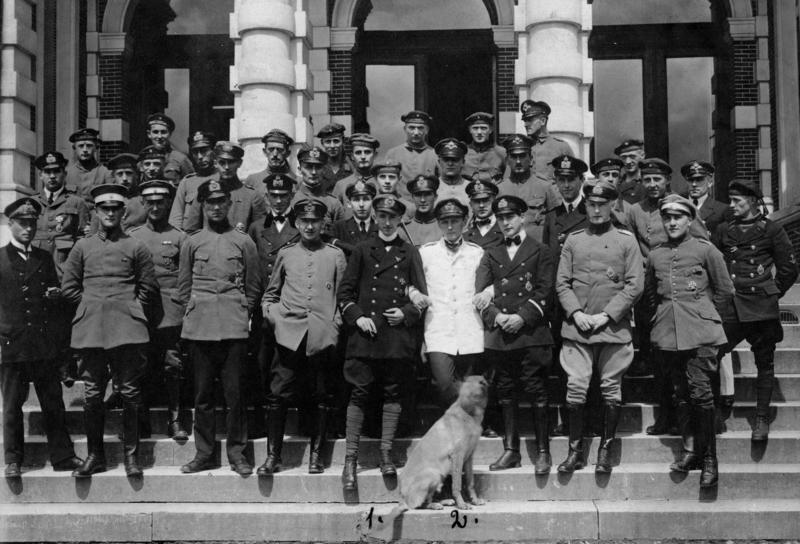
Німецькі морські офіцери, вересень 1918 року

У 1912–1913 роках на замовлення російського флоту на німецьких корабельнях було розпочато будівництво трьох легких крейсерів вартістю близько 9 мільйонів марок. Кораблі були захоплені на початку Першої світової війни і стали SMS Regensburg, SMS Pillau і SMS Elbing. Два більші крейсери, SMS Wiesbaden і SMS Frankfurt, також були розпочаті і надійшли на озброєння в 1915 році. Було побудовано більше торпедних катерів, поступово збільшуючи розміри, які досягли 800 тонн для кораблів V-25 до V-30, побудованих AG Vulcan в Кілі до 1914 року. У 1912 році Німеччина створила середземноморську ескадру у складі лінійного крейсера «Гебен» і легкого крейсера «Бреслау».

### Повітряна сила
Військово-морські випробування повітряних куль почалися в 1891 році, але результати були незадовільними, і жодна з них не була придбана флотом. 1895 року граф Фердинанд фон Цеппелін спробував зацікавити як армію, так і флот своїми новими жорсткими дирижаблями, але безуспішно. Жорсткі «Цеппеліни» вважалися надто повільними, і виникали сумніви щодо їхньої надійності при роботі над водою. 1909 року флот відхилив пропозиції запускати літаки з кораблів, а в 1910 році знову відмовився від дирижаблів Цеппеліна. Нарешті в 1911 році почалися випробування літаків, і в 1912 році Тірпіц погодився придбати перший дирижабль для військово-морської розвідки за 850 000 марок.
Машина мала достатній радіус дії (1440 км (890 миль)), щоб діяти над Британією, але мала кулемети для використання проти літаків та експериментальні 80-кілограмові (180 фунтів) бомби. Наступного року було замовлено ще десять, і в Йоганністаль, поблизу Берліна, була створена нова військово-повітряна дивізія. Однак у вересні 1913 року L 1 було зруйновано під час шторму, а наступного місяця L 2 зник через вибух газу. Замовлення на непоставлені машини були скасовані, залишивши флоту одну машину, L 3.
У 1910 році принц Генріх навчився літати і підтримав справу морської авіації. 1911 року проводилися експерименти з гідролітаками Albatros, а в 1912 році Тірпіц дозволив 200 000 марок на випробування гідролітаків. Гідролітак Curtiss було прийнято на озброєння. До 1913 року було чотири літаки, тепер у тому числі британський Sopwith, і довгострокові плани створити шість військово-морських авіаційних станцій до 1918 року. До 1914 року Marine-Fliegerabteilung, морський аналог добре відомих наземних авіаційних підрозділів Fliegertruppe імперської армії складалася з дванадцяти гідролітаків і одного наземного літака і мала бюджет у 8,5 мільйонів марок. Випробування в 1914 році з використанням гідролітаків, що діяли з флотом, були не вражаючими; з чотирьох учасників один розбився, один не зміг злетіти і лише один успішно виконав усі завдання. Найуспішнішим літаком був британський дизайн, і справді, експерименти в Британії тривали за підтримки Вінстона Черчилля, і включали перетворення поромів і лайнерів на гідролітаконосці.

## Перша світова війна
До початку Першої світової війни німецький імперський флот мав 22 переддредноути, 14 лінійних кораблів-дредноутів і 4 лінійних крейсера. Ще три кораблі класу Кеніг були закінчені між серпнем і листопадом 1914 року, а два лінкори класу Bayern вступили на озброєння в 1916 році. Лінейні крейсери «Дерффлінгер», «Лютцов» і «Гінденбург» були закінчені відповідно у вересні 1914, березні 1916 і травні 1917 років. Усі, крім останніх попередніх дредноутів, незабаром були виведені з експлуатації, щоб їхні екіпажі могли бути переведені на корисніші судна.
Основними бойовими силами військово-морського флоту повинні були стати флот відкритого моря і підводний флот. Менші флоти були розгорнуті в німецьких заморських протекторатах, найвідоміший був призначений на станцію Східної Азії в Ціндао.
Підводні човни ВМС Німеччини також сприяли затопленню пасажирського лайнера та допоміжного крейсера, RMS Лузитанія 7 травня 1915 року, що стало однією з головних подій, що призвели до вступу США у війну через два роки, у 1917 році.

### Зіткнення

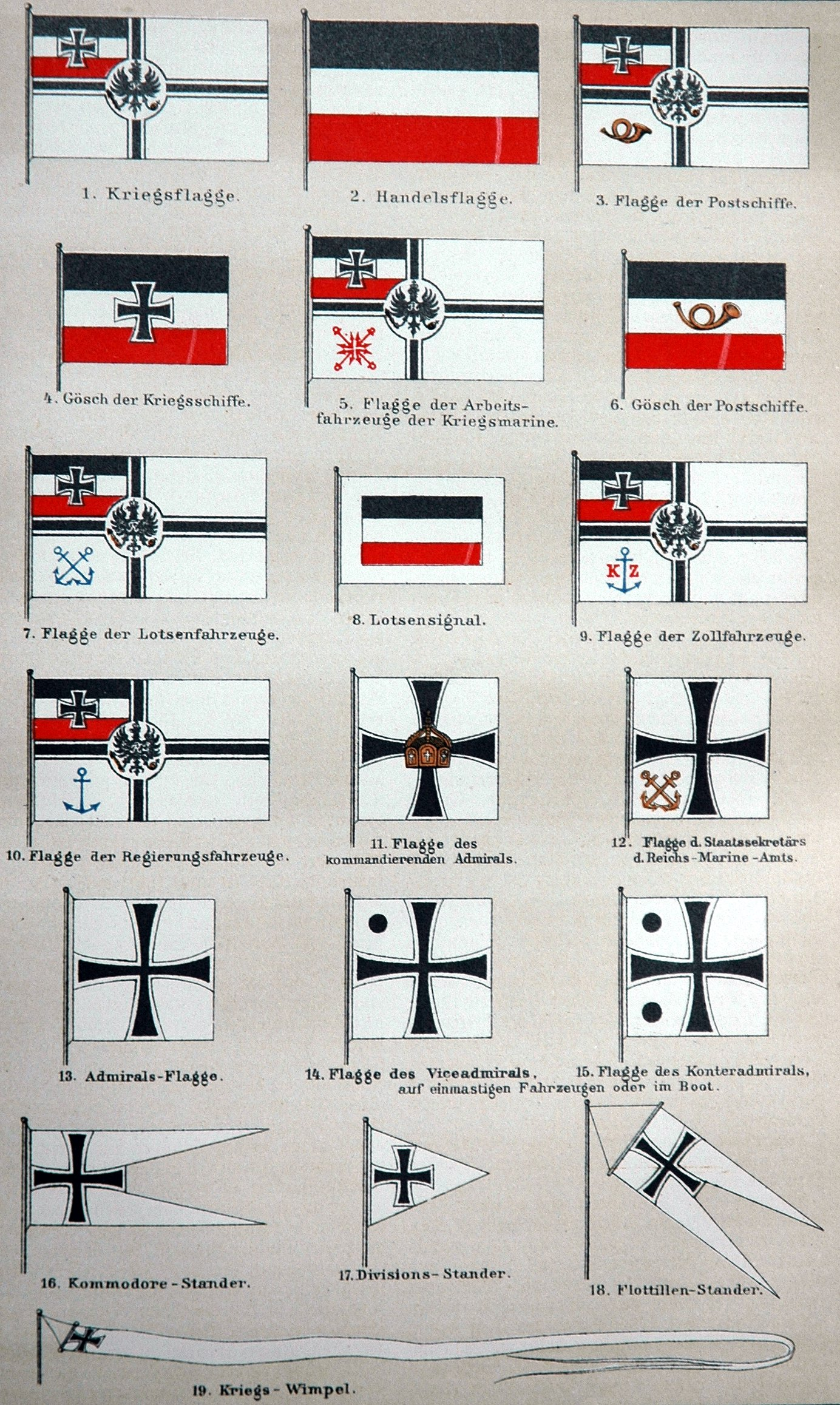
Прапори, що використовувалися Німецьким імперським флотом

Помітними битвами військово-морського флоту були:
- Битва біля Гельголандської бухти (контр-адмірал Леберехт Маас[en]) — 1914
- Битва при Коронелі (віце-адмірал Максиміліан фон Шпее) — 1914. Німецька Східно-Азійська ескадра розбила британську Вест-Індійську ескадру
- Битва біля Фолклендських островів (віце-адмірал Максиміліан фон Шпее) — 1914. Східно-Азійська ескадра зазнала поразки від британських лінійних крейсерів
- Битва при Доггер-банці (віце-адмірал Франц Гіппер) — 1915. Панцерний крейсер Blücher[en] затонув і британський лінійний крейсер «Ліон» виведено з ладу.
- Битва у Ризькій затоці (віце-адмірал Ерхард Шмідт[en])
- Ютландська битва (віце-адмірал Райнгард Шеер; віце-адмірал Франц Гіппер) -1916. У найбільшій морській битві війни кілька британських кораблів було потоплено або пошкоджено, але Флот відкритого моря не зміг завдати шкоди британському Великому флоту в достатній мірі, щоб загрожувати блокаді Німеччини[en].
- Операція «Альбіон», включаючи битву за Моонзунд[en] (віце-адмірал Ерхард Шмідт[en]) — 1917. На Балтиці проти російських військ.
- Перша битва за Атлантику — війна підводних човнів

Помітні незначні битви:
- Битва за Готланд
- Перша битва за Дуврську протоку[en] — 1916. Атака торпедних катерів на Дуврську загороду
- Друга битва за Дуврську протоку[en] — 1917. Напад на Дуврську загороду
- Битва за Кокос[en]
- Рейд на Скарборо, Гартлпул і Вітбі — 1914. Бомбардування портів британського східного узбережжя.
- Переслідування крейсерів «Гебен» та «Бреслау»
- Бомбардування Ярмута і Лоустофта[en] — 1916. Бомбардування портів британського східного узбережжя.
- Битва біля Триндада[en]

Незначні зіткнення включали торговельне рейдерство здійснюване крейсерами Emden, Königsberg, і вітрильним кораблем і торговим рейдером Seeadler.
Імператорський флот проводив сухопутні операції, напр. керуючи далекобійною Паризькою гарматою, яка базувалася на морській гарматі. Під час облоги Ціндао використовувалися військово-морські війська, оскільки Ціндао був військово-морською базою, а також імперський флот підпорядковувався безпосередньо імперському уряду (німецька армія складалася з полків різних держав).

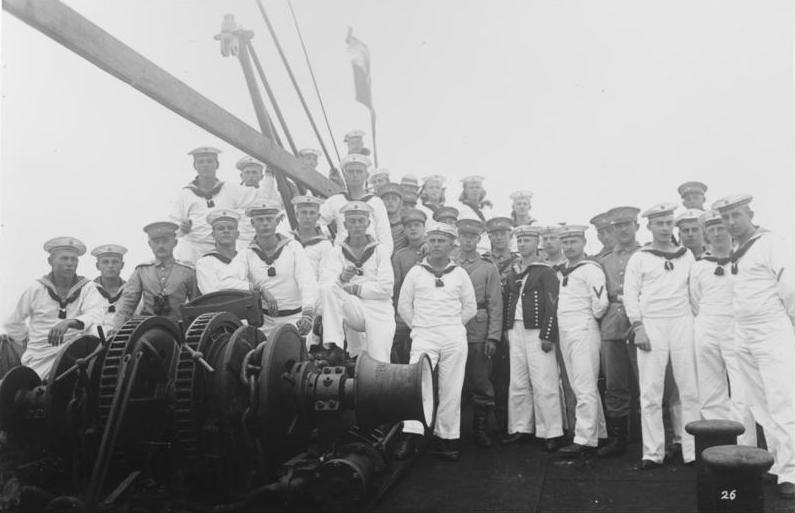
Моряки імператорського флоту в Цінтау, бл. 1912 року

Після битви при Ютландії головні кораблі Імперського флоту були обмежені пасивною службою в гавані. У жовтні 1918 року Імперське військово-морське командування в Кілі під керівництвом адмірала Франца фон Гіппера без дозволу планувало відправити флот для останньої битви проти Королівського флоту в Ла-Манші. Морський наказ від 24 жовтня 1918 року та підготовка до відплиття спершу спровокували Кільський заколот серед постраждалих моряків, а потім загальну революцію, яка за кілька днів мала змести монархію.

## Морська піхота
Морська піхота називалася морськими батальйонами (нім. Seebataillon). Вони служили у Прусському флоті, Федеральному флоті Північної Німеччини, Німецькому імперському флоті та в сучасному німецькому флоті.

## Морська авіація

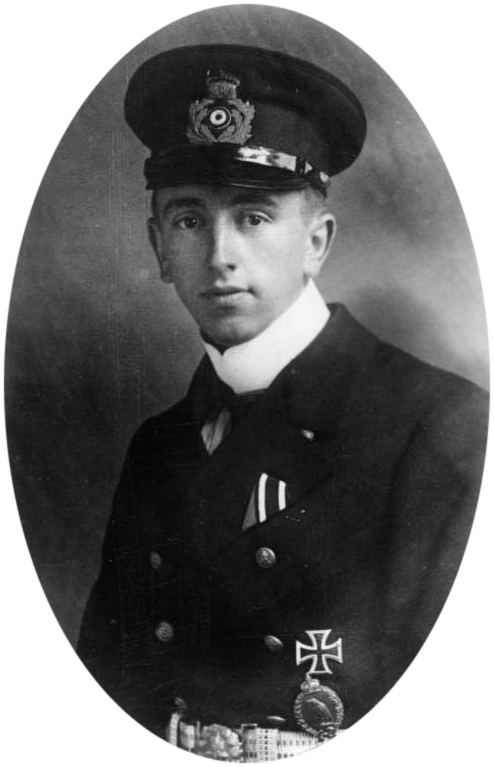
Теодор Остеркамп

Marine-Fliegerabteilung складався з цепелінів (дирижаблів), аеростатів спостереження та літаків.
Цепеліни переважно використовувалися для розвідки над Північним морем і Балтикою, де витривалість корабля привела німецькі військові кораблі до кількох кораблів союзників. Патрулювання цепелінів мало пріоритет над будь-якою іншою діяльністю дирижабля. За всю війну було здійснено близько 1200 розвідувальних польотів. 1915 року ВМС Німеччини мали близько 15 цепелінів і могли мати два або більше безперервно патрулюючими в будь-який час. Вони не давали британським кораблям наблизитися до Німеччини, виявляли, коли і де англійці встановлювали морські міни, а пізніше допомагали в знищенні цих мін. Цепеліни іноді сідали на поверхню моря поруч із тральщиком, приводили на борт офіцера і показували йому закладку мін. Військово-морські та армійські повітряні служби також здійснили низку стратегічних нальотів проти Британії, торуючи шлях у техніці бомбардування, а також змушуючи британців зміцнювати свою протиповітряну оборону. Можливість нальоту дирижаблів була схвалена кайзером 9 січня 1915 року, хоча він виключив Лондон як мішень і вимагав не здійснювати нападів на історичні чи урядові будівлі чи музеї. Нічні рейди мали націлюватися лише на військові об'єкти на східному узбережжі та навколо гирла Темзи, але труднощі з навігацією та висота, з якої скидалися бомби, унеможливлювали точне бомбардування, і більшість бомб падали на цивільні цілі або відкриту місцевість.

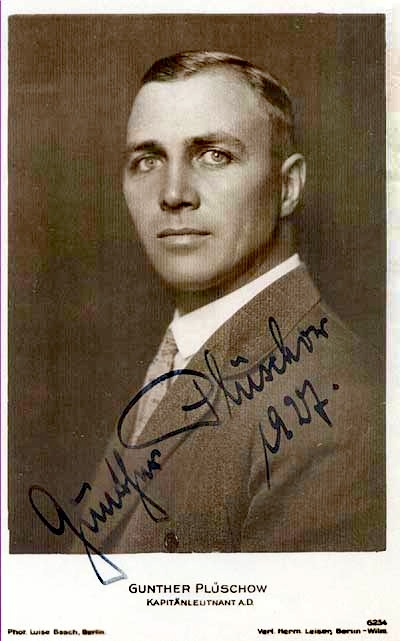
Гюнтер Плюшов у 1927 році

Розташовані на прибережних аеродромах Північного моря, німецькі військово-морські літаки часто билися проти своїх британських колег з Королівської морської авіаційної служби. Морські пілоти літали на літаках, які крім гідролітаків також використовувалися ВПС Німеччини. Теодор Остеркамп був одним із перших військово-морських пілотів, першим німецьким пілотом, який здійснив політ на наземному літаку до Англії з розвідувальною місією, і їх головним асом із 32 перемогами. До кінця війни список німецьких військово-морських асів також включав Готтгарда Заксенберга (31 перемога), Александера Ценцеса (18 перемог), Фрідріха Крістіансена (13 перемог), Карла Меєра (8 перемог), Карла Шарона (8 перемог), та нар. (7 перемог). Іншим нагородженим авіатором був Гюнтер Плюшов, який збив японський літак під час облоги Ціндао і був єдиним німецьким комбатантом, якому вдалося втекти з табору для полонених у Британії.
Перелік літаків, які були призначені до військово-морської служби:
- Kaiserliche Werft Danzig 1105[en] — навчальний
- Hansa-Brandenburg W.12[en] — гідролітак-винищувач
- Hansa-Brandenburg W.29[en] — гідролітак-винищувач

Морські повітряні служби включали:
Marine Jagdgruppe Flandern яка складалася з:
- Marine Feld Jasta I
- Marine Feldflieger Abteilung II

## Після війни
Після закінчення Першої світової війни основна частина сучасних кораблів ВМФ (всього 74) була інтернована в Скапа-Флоу (листопад 1918 року), де весь флот (за кількома винятками) був затоплений своїми екіпажами 21 червня 1919 року за наказом свого командувача, контр-адмірала Людвіга фон Ройтера.
Згодом Ернест Кокс розграбував багато кораблів Скапа-Флоу.
Уцілілі кораблі імперського флоту стали основою Рейхсмаріне Веймарської республіки.

## Звання та відзнаки
Система звань та категорій ВМС Імперської Німеччини поєднувала системи використовувані в Пруссії з військово-морськими флотами інших північних німецьких держав.

## Військові злочини

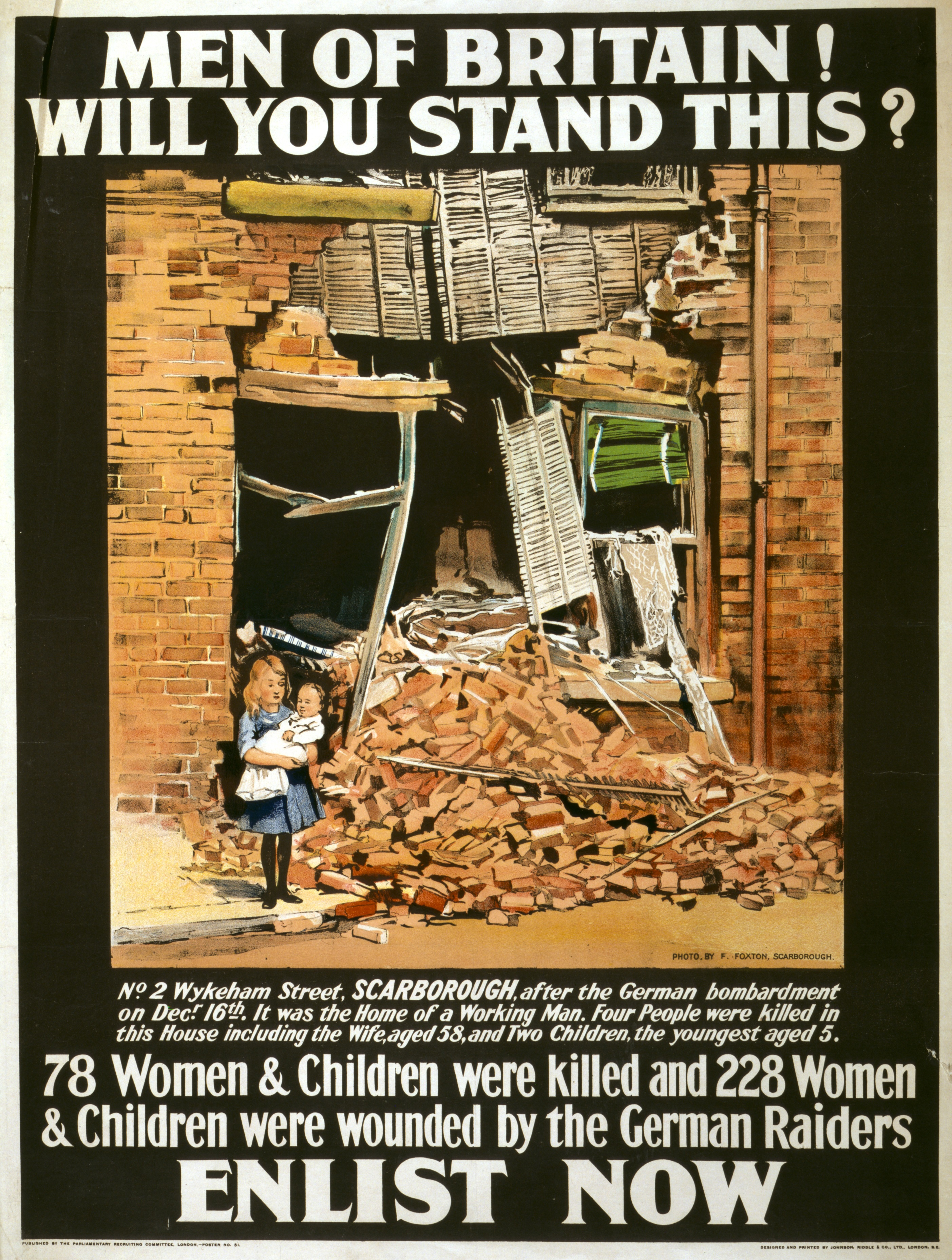
Плакат, засуджуючий рейд на Скарборо 1914 року

Імператорський німецький флот був причетний до кількох військових злочинів, вчинених під час Першої світової війни, зокрема:
- Рейд на Скарборо, Гартлпул і Вітбі в 1914 році, в якому було обстріляно кілька британських портів, що спричинило сотні загиблих серед цивільного населення.[52]
- Підводна кампанія. Правила винагороди, які вимагали від комерційних рейдерів попередити свої цілі та дати час екіпажу для того щоб спустити рятувальні човни, а комерційні судна затонули незалежно від національної приналежності, вантажу чи призначення. Після затоплення RMS Lusitania в 1915 році практика була припинена, але потім була відновлена в лютому 1917 р. Це обурювало громадськість США, що спонукало США до війни на стороні союзників.[53]
- Страта цивільного капітана Чарльза Фріатта[en], який під час командування пасажирським кораблем SS Брюссель[en] намагався протаранити підводний човен U-33[en].[54]
- Затоплення госпітальних суден HMHS Llandovery Castle[en], HS Koningin Regentes[en] та HMHS Dover Castle[en].[55]

## Виноски
1. ↑  Geoffrey Bennett (June 1960), «The Battle of Jutland», History Today 10#6 pp. 395—405.
2. 1 2  Herwig p. 13
3. 1 2  Herwig p. 14
4. ↑  Herwig pp. 17–19
5. ↑  Herwig p. 15
6. ↑  Herwig p. 20
7. ↑  Herwig pp. 24–26
8. ↑  Herwig pp. 21–23
9. ↑  Herwig p. 26
10. ↑  Herwig p. 35
11. ↑  Herwig pp. 41–42
12. ↑  Herwig p. 42
13. ↑  Gottschall, By Order of the Kaiser, p. 260
14. ↑  Herwig pp. 36–37
15. ↑  Herwig pp. 48–50
16. ↑  Herwig pp. 43–44
17. ↑  Herwig pp. 27–28
18. ↑  Herwig pp. 44–45
19. ↑  Herwig p. 22
20. ↑  Herwig pp. 22–23
21. ↑  Herwig pp. 54–56
22. ↑  Herwig pp. 58–59
23. ↑  Herwig p. 59
24. ↑  Herwig pp. 60–61
25. ↑  Herwig p. 87
26. ↑  Herwig pp. 61–62
27. ↑  Herwig pp. 62–64
28. 1 2  Herwig p. 64
29. ↑  Herwig p. 65
30. ↑  Herwig p. 66
31. ↑  Herwig pp. 70–71
32. ↑  Herwig p. 88
33. ↑  Herwig pp. 72–75
34. ↑  Herwig pp. 75–77
35. ↑  Herwig pp. 78–79
36. ↑  Herwig p. 81
37. ↑  Herwig p. 82
38. ↑  Herwig p. 83
39. ↑  Watson p. 9
40. 1 2 3 4  Lehmann Chapter VI
41. ↑  Franks, et al, p. 25.
42. ↑  Franks, et al, pp. 177—178.
43. ↑  Franks, et al, pp. 195—196.
44. ↑  Franks, et al, pp. 234—235.
45. ↑  Franks, et al, pp. 92–93.
46. ↑  Franks, et al, p. 167.
47. ↑  Franks, et al, pp. 197—198.
48. ↑  Franks, et al, p. 115.
49. ↑  Mahncke
50. ↑  Derbyshire Life and Countryside
51. ↑  Halpern
52. ↑  The Shelling of Scarborough in the First World War. English Heritage.
53. ↑  Athenia: Is this the wreck of the first British ship torpedoed in WW2?. BBC News. 4 жовтня 2017.
54. ↑  Ben-Yehuda, Nachman (15 липня 2013). Atrocity, Deviance, and Submarine Warfare: Norms and Practices During the World Wars. University of Michigan Press. ISBN 9780472118892 — через Google Books.
55. ↑  An Unatoned War Crime of the First World War: The Sinking of a Hospital Ship by U-86 | International Journal of Naval History. 30 грудня 2020. Архів оригіналу за 28 травня 2022. Процитовано 2 березня 2023.

### Цитовані
- Castle Donington, Derbyshire. Derbyshire Life and Countryside. 20 лютого 2013.
- Franks, Norman; Bailey, Frank W.; Guest, Russell. Above the Lines: The Aces and Fighter Units of the German Air Service, Naval Air Service and Flanders Marine Corps, 1914—1918. Grub Street, 1993. ISBN 0-948817-73-9, ISBN 978-0-948817-73-1.
- Gottschall, Terrell D. (2003). By Order of the Kaiser, Otto von Diedrichs and the Rise of the Imperial German Navy 1865–1902. Annapolis: Naval Institute Press. ISBN 1-55750-309-5.
- Halpern, Paul G. A naval history of World War I (Annapolis: Naval Institute Press, 1995).
- Herwig, Holger H. (1980). 'Luxury Fleet', The Imperial German Navy 1888–1918. London: The Ashfield Press. ISBN 0-948660-03-1.
- Lehmann, Ernst A.; Mingos, Howard. The Zeppelins: The Development of the Airship, with the Story of the Zepplin Air Raids in the World War. Chapter VI: «THE NORTH SEA PATROL—THE ZEPPELINS AT JUTLAND»(online chapter).
- Mahncke, J O E O (December 2001). Aircraft Operations in the German Colonies, 1911-1916. Military History Journal. South African Military History Society. 12 (2). OCLC 1151994630.
- Watson, Bruce (2006). Atlantic convoys and Nazi raiders. Greenwood. ISBN 978-0-275-98827-2.

## Рекомендована література
- Berghahn, Volker. «Naval Armaments and Social Crisis: Germany Before 1914» in War, Economy and the Military Mind (Routledge, 2020) pp. 61–88.
- Bird, Keith. "The Tirpitz Legacy: The Political Ideology of German Sea Power, " Journal of Military History, July 2005, Vol. 69 Issue 3, pp 821–825.
- Bönker, Dirk. Naval Race between Germany and Great Britain, 1898–1912. 1914-1918-online. International Encyclopedia of the First World War.
- Bönker, Dirk. Militarism in a Global Age: Naval Ambitions in Germany and the United States before World War I (2012)excerpt and text search; online review
- Clark, Christopher M. (2012). The Sleepwalkers: How Europe Went to War in 1914. London: Allen Lane. ISBN 9780061146657.
- Dodson, Aidan. The Kaiser's Battlefleet: German Capital Ships 1871—1918 (Seaforth Publishing, 2016).
- Epkenhans, Michael. Tirpitz: Architect of the German High Seas Fleet (2008).
- Hobson, Rolf. «The German School of Naval Thought and the Origins of the Tirpitz Plan 1875—1900.» Forsvarsstudier no. 2/1996 93pp online
- Hoerber, Thomas. "Prevail or perish: Anglo-German naval competition at the beginning of the twentieth century, " European Security (2011) 20#1, pp. 65–79.
- Kelly, Patrick J. «Strategy, Tactics, and Turf Wars: Tirpitz and the Oberkommando der Marine, 1892—1895,» Journal of Military History, Oct 2002, Vol. 66 Issue 4, pp. 1033–1060
- Kelly, Patrick J. (2011). Tirpitz and the Imperial German Navy. Bloomington, Indiana: Indiana University Press. ISBN 978-0-253-35593-5.
- Kennedy, Paul M. The rise of the Anglo-German antagonism, 1860—1914 (1980) online
- Kennedy, Paul. The Rise and Fall of the Great Powers (1989) online
- Kennedy, Paul. The Rise And Fall of British Naval Mastery (1976)
- Kennedy, Paul. «Strategic Aspects of the Anglo-German Naval Race», in Kennedy, Strategy and Diplomacy 1870—1915 (1983) online
- Langhorne, Richard. «The Naval Question in Anglo-German Relations, 1912—1914.» Historical Journal 14#2 1971, pp. 359–70, online.
- Lynn-Jones, Sean M. «Detente and deterrence: Anglo-German relations, 1911—1914.» International Security 11.2 (1986): 121—150.
- MacMillan, Margaret. The War That Ended Peace: The Road to 1914 (2013) online
- Massie, Robert K. (1992). Dreadnought. London: Jonathan Cape. ISBN 0-224-03260-7.
- Maurer, John H. «The Anglo-German naval rivalry and informal arms control, 1912—1914.» Journal of Conflict Resolution;; 36.2 (1992): 284—308.
- Olivier, David H. German Naval Strategy, 1856—1888: Forerunners to Tirpitz (2004).
- Padfield, Peter. The Great Naval Race: Anglo-German Naval Rivalry 1900—1914 (2005)
- Parkinson, Roger. Dreadnought: The Ship that Changed the World (IB Tauris, 2014).
- Rahn, Werner. «German Navies from 1848 to 2016: Their Development and Courses from Confrontation to Cooperation.» Naval War College Review 70.4 (2017). online
- Rüger, Jan (2007). The Great Naval Game: Britain and Germany in the Age of Empire. Cambridge University Press. ISBN 978-0521875769.
- Rüger, Jan. "Revisiting the Anglo-German Antagonism, " Journal of Modern History (2011) 83#3, pp. 579–617 in JSTOR
- Seligmann, Matthew (2010). Intelligence Information and the 1909 Naval Scare: The Secret Foundations of a Public Panic. War in History. 17 (1): 37—59. doi:10.1177/0968344509348302. S2CID 146378590.
- Seligmann, Matthew S., and Frank Nägler. The Naval Route to the Abyss: The Anglo-German Naval Race 1895—1914 (Routledge, 2016).
- Seligmann, Matthew S. «The Anglo-German Naval Race, 1898—1914.» in Arms Races in International Politics: from the Nineteenth to the Twenty-First Century (2016) pp: 21-40.
- Sondhaus, Lawrence. «'The Spirit of the Army’ at Sea: The Prussian-German Naval Officer Corps, 1847—1897.» International History Review 17.3 (1995): 459—484.
- Steinberg, Jonathan.  Yesterday's Deterrent. Tilpitz and the Birth of the German Battle Fleet  (1965).
- Vagts, Alfred. «Land and Sea Power in the Second German Reich.» Journal of Military History 3.4 (1939): 210+ online
- Woodward, E.L. Great Britain and the German Navy (1935) 535pp; scholarly history online

### Первинні джерела
- Scheer, Admiral Reinhard. Germany's High Sea Fleet in the World War (reprint Frontline Books, 2014).

### Німецькою
- Cord Eberspächer: Die deutsche Yangtse-Patrouille. Deutsche Kanonenbootpolitik in China im Zeitalter des Imperialismus 1900—1914 (The German Yangtse Patrol. German gunboat diplomacy in China in the age of imperialism), Bochum 2004.
- Gerhard Wiechmann: Die preußisch-deutsche Marine in Lateinamerika 1866—1914. Eine Studie deutscher Kanonenbootpolitik (The Prussian-German Navy in Latin America 1866—1914. A study of German gunboat diplomacy 1866—1914), Bremen 2002, ISBN 3-89757-142-0.
- Schneider, Dennis: Die Flottenpolitik im Deutschen Kaiserreich, 1890er Jahre bis zum Ausbruch des Ersten Weltkrieges, GRIN Verlag 2009.